# Genocidio camboyano
El genocidio camboyano fue obra del régimen maoísta de los Jemeres Rojos (en francés: Khmer Rouge o KR; en jemer: Khmer Krahom), un partido político que gobernó la llamada Kampuchea Democrática entre 1975 y 1979.
Bajo la dirección de Pol Pot, el régimen se propuso la creación de un modelo socialista agrario basado en los ideales del maoísmo y el estalinismo. Su política se caracterizó por la ruralización forzada de los habitantes de los núcleos urbanos, torturas, ejecuciones masivas, trabajos forzados generalizados y malnutrición, costando la vida de aproximadamente un cuarto de la población del país. En cifras concretas, entre millón y medio y tres millones de camboyanos fallecieron.
El genocidio finalizó con la invasión vietnamita apoyada por la URSS. Se han descubierto más de 20 000 fosas comunes, llamadas Campos de la Muerte. Los principales descubrimientos de estas fosas se dieron entre 1995 y 1996.
Pol Pot y los Jemeres rojos habían sido apoyados durante mucho tiempo por el Partido Comunista de China (PCCh) y el propio Mao Zedong. Se estima que al menos el 90% de la ayuda exterior a los Jemeres rojos provino de China y solo en 1975 recibió al menos mil millones de dólares estadounidenses en ayuda económica y militar sin intereses. Fueron influenciados por la Revolución cultural china, y también comenzaron el "Maha Lout Ploh", copiando el "Gran Salto Adelante" que causó decenas de millones de muertes en la Gran hambruna china. El objetivo principal de los Jemeres Rojos era purificar el país, en similitud a lo intentado por la Alemania Nazi, crear una raza superior o, como dijo un líder jemer: «la purificación de la población». Como la mayoría de las víctimas eran de etnia jemer, la misma de sus verdugos, a veces se denomina al proceso como un «autogenocidio».
El 2 de enero de 2001, el gobierno camboyano aprobó una legislación para enjuiciar un número limitado de dirigentes rojos. Los juicios comenzaron el 17 de febrero de 2009. El 7 de agosto de 2014, Nuon Chea y Khieu Samphan fueron declarados culpables y sentenciados a cadena perpetua por sus crímenes de lesa humanidad.

## Dirigentes
Los principales líderes de los Jemeres Rojos fueron:
- Pol Pot (1925-1998). Su verdadero nombre era Saloth Sar y era apodado «Hermano número 1», líder del movimiento desde que asumió en 1963 como secretario general hasta 1981, aunque mantuvo su liderazgo efectivo hasta su muerte.
- Nuon Chea (1926-2019). En realidad se llamaba Lau Kim Lorn; apodado «Hermano número 2» y también llamado Long Bunruot o Rungloet Laodi. Primer ministro y presidente del Comité Permanente de la Kampuchea Democrática. Arrestado en 2007 y sentenciado a cadena perpetua en 2014.
- Ieng Sary (1925-2013). Nacido en Vietnam, hijo de un jemer y una china, concuñado de Pol Pot. Su verdadero nombre era Kim Trang y lo cambió para ocultar su origen. Apodado «Hermano número 3». Arrestado en 2007, pero murió antes de ser sentenciado.
- Khieu Samphan (n. 1931). Apodado «Hermano número 4». Primer ministro y presidente del Comité Permanente. Arrestado en 2007, y sentenciado de por vida siete años después.
- Ta Mok (1926-2006). Su verdadero nombre era Chhit Choeun y fue conocido como «Hermano número 5». Líder militar del movimiento.
- Son Sen (1930-1997). Apodado «Hermano número 89». Ministro de Defensa. Ejecutado por orden de Pol Pot con su familia bajo cargos de traición.
- Kaing Guek Eav (n. 1942-2020). Apodado «Duch», lugarteniente de Son Sen y dirigente de la prisión S-21. Arrestado en 1999. En 2012 fue sentenciado a cadena perpetua.
- Yun Yat (1934-1997). Esposa de Son Sen. Ministra de Información del régimen. Ejecutada con su esposo.
- Ke Pauk (1934-2002). También llamado Kae Pok o «Hermano número 13». Jefe del distrito norte de Kampuchea.
- Ieng Thirith (1932-2015). Esposa de Ieng Sary y ministra de Asuntos Sociales. En 2007 fue arrestada y juzgada; murió antes de la sentencia.

## Antecedentes

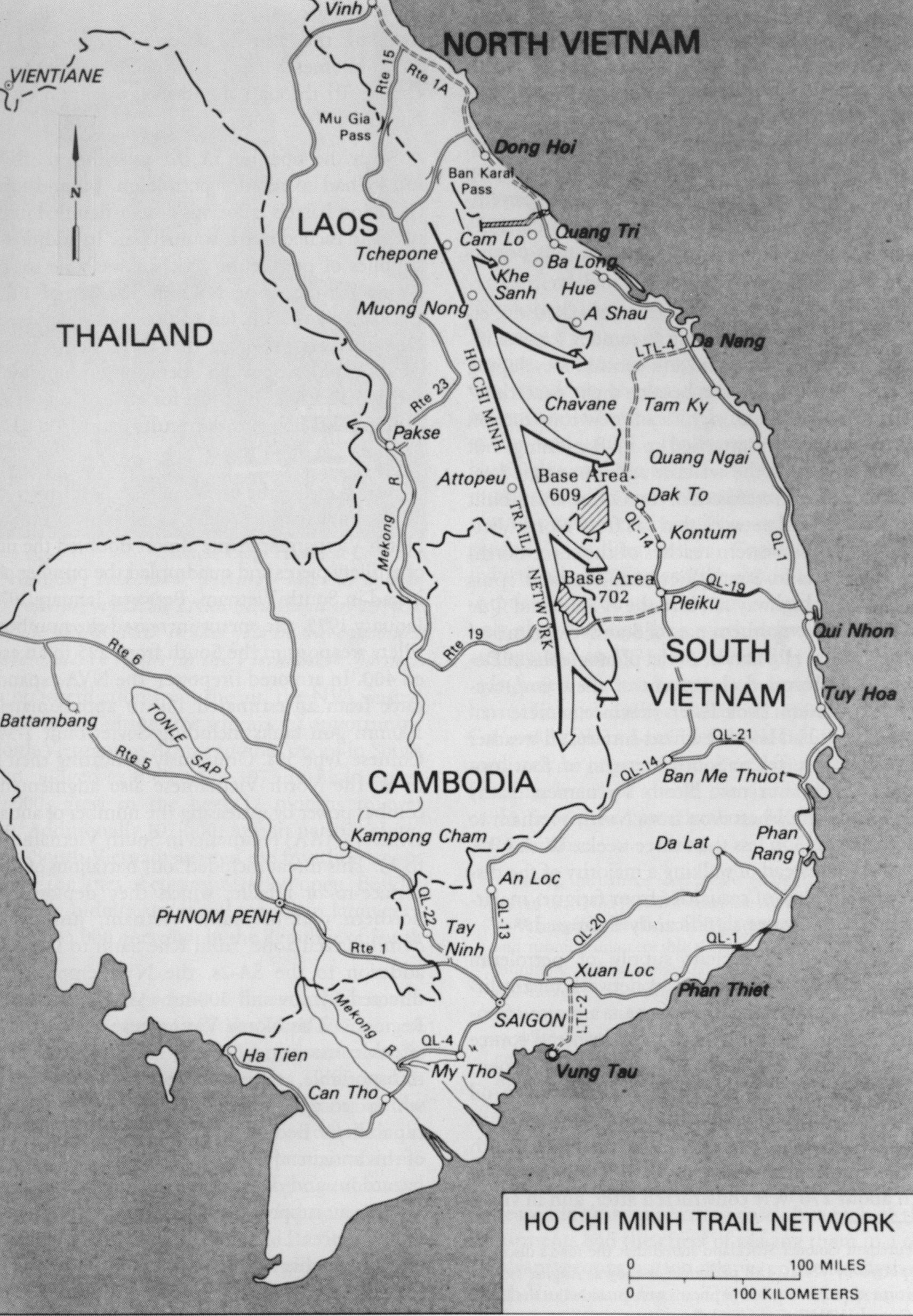
Mapa de la Ruta Ho Chi Minh.

El historiador francés Jean-Louis Margolin (n. 1952) describe a Camboya como un pequeño país encerrado en sí mismo durante mucho tiempo. Debido a esto, desarrolló un particular nacionalismo, mezcla de pretensiones desmesuradas y un fuerte victimismo contra los “opresores” extranjeros. Irónicamente, las intervenciones foráneas solían producirse por peticiones de algún bando local involucrado en las luchas de poder. Tampoco era muy distinto de sus vecinos, con la mayoría de su población poco educada y dedicada a una economía de subsistencia.
En Asia el comunismo siempre ha estado muy vinculado a los nacionalismos, naciendo de movimientos de independencia anticoloniales. Conociendo el riesgo de que su reino fuera arrastrado bajo la órbita comunista si se involucraba en la guerra de Indochina, el príncipe Norodom Sihanouk (1922-2012) utilizó su buena relación con París para negociar la independencia pacífica de Camboya. Con esto le quitó el respaldo ideológico a las primeras guerrillas que se formaban en el país, entre 1953 y 1954, autodenominadas Khmer Issarak, «Jemeres Libres». Su tradicional tendencia al aislamiento llevó a Sihanouk a intentar convertir Camboya en un «islote de neutralidad en medio de las guerras indochinas».
Por otro lado, la violencia era un método tradicional de usar el poder en Camboya. La arquitectura de Angkor y los manuscritos de los siglos VIII-XIV, como en toda la región, están repletos de violencia. Escenas de guerra, deportaciones de pueblos conquistados a zonas remotas, esclavizaciones masivas, pisotear con elefantes a concubinas repudiadas e iniciar el reinado masacrando a la propia familia eran el pan de cada día. Los Jemeres Rojos utilizaron dicho legado cultural para respaldar su régimen. Por ejemplo, en la derrota del Reino de Champā ante los vietnamitas en 1471, fueron muertas o esclavizadas 120 000 personas.
Otro rasgo tradicional es el absolutismo. El gobernante suele ser un déspota «ilustrado» y autocrático que intenta compensar una administración tradicionalmente débil. Además, el grado de sometimiento de la población es altísimo. A diferencia de los chinos, las rebeliones campesinas son escasas. La resistencia es individual; buscar asilo en regiones remotas y otros Estados.
En 1960 volvieron tras de una década de educación parisina varios intelectuales camboyanos: Pol Pot, Ieng Sary, Khieu Samphan, Son Sen y Huo Yuon. Pocos años después, el primer secretario general comunista local, Tou Samouth (c.1915-1962), desaparecía en extrañas circunstancias (después se sabría que fue purgado por los polpotistas) y en 1963 Pol Pot se aupaba al poder del partido.

### Surgimiento de los Jemeres Rojos
La presencia comunista comenzó a surgir en la frontera con Vietnam, cuando el Viet Cong y los norvietnamitas instalaron bases entre 1964 y 1965. Sihanouk militarmente no podía hacer nada por haber desatendido a conciencia en los años previos las necesidades de las Fuerzas Armadas Reales Jemeres (FARJ; Forces armées royales khmères en francés, FARK), dirigida por oficiales opositores de derecha, así que intentó seguir manteniéndose al margen de la guerra regional; negoció con los comunistas. A cambio de no intervenir en los asuntos internos de Camboya, él no llevaría operaciones militares en su contra y permitiría su abastecimiento desde el puerto de Sihanoukville.
Desde 1966 el corrupto gobierno exigió altas cuotas de las cosechas de arroz a los aldeanos para exportarlos. Esto arruinaba a los agricultores, que vendían a buen precio parte de sus productos a los oficiales norvietnamitas. El 11 de marzo de 1967 estallaba cerca de Samlaut, en la provincia de Battambang, una revuelta campesina. Rápidamente los comunistas se asociaron al levantamiento y el príncipe tomó una actitud claramente antiizquierdista. La represión gubernamental fue feroz y los comunistas camboyanos, hasta entonces dedicados a las discusiones en los cafés de las ciudades, tuvieron que huir a la jungla de las remotas montañas del nordeste. Allí consiguieron el apoyo de las tribus de jemeres loeu, «montañeses», que utilizaban espadas, lanzas y arcos. Les proporcionaron los primeros reclutas en su guerra contra el gobierno. En 1968, los comunistas estaban bien instalados en el noreste y libraban una constante guerra de baja intensidad.
El 18 de marzo de 1969 los estadounidenses iniciaban su campaña de bombardeos intensivos contra las bases norvietnamitas en territorio camboyano. Regiones enteras quedaron sumidas en el caos y el poder del príncipe disminuido. Finalmente, mientras Sihanouk estaba de vacaciones en Francia, el mariscal Lon Nol (1913-1985) dio un golpe de Estado el 12 de marzo y proclamó la República Jemer. Aún no es claro el papel de la CIA, molesta por el neutralismo del monarca, pero probablemente estimuló y financió a los enemigos de Sihanouk. Las FARJ pasaban a llamarse Fuerzas Armadas Nacionales Jemeres (FANJ; Force Armée Nationale Khmère en francés, FANK). 

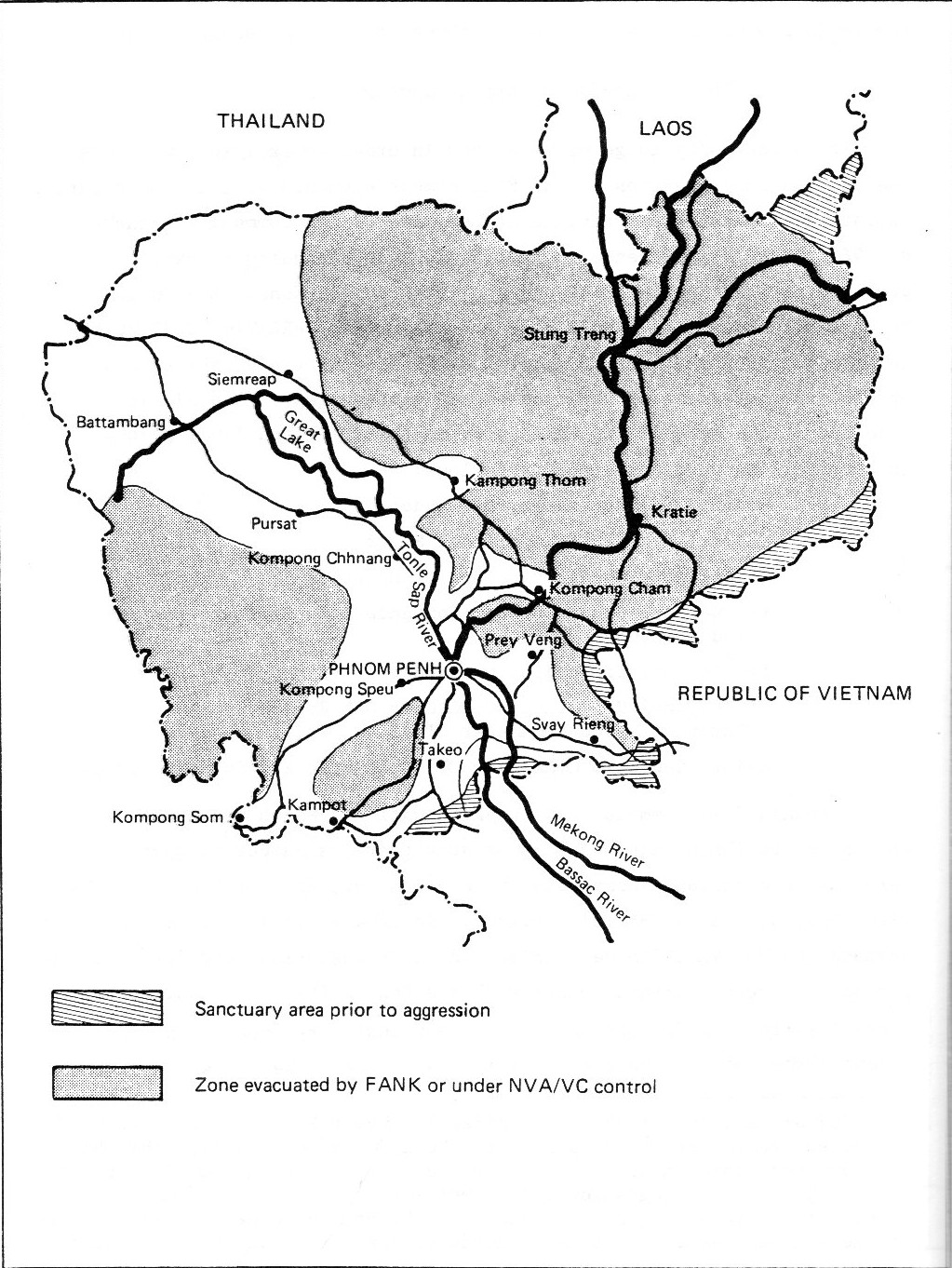
Mapa de la guerra en Camboya en agosto de 1970. En blanco las zonas aún controladas por el gobierno, en gris las conquistas vietnamitas y en detalle las zonas fronterizas -santuarios comunistas y objetivos prioritarios de los bombardeos estadounidenses-.

Tras el golpe, Lon Nol pidió ayuda a Washington para luchar contra Hanói. Pronto lanzaba una ofensiva contra las bases fronterizas, los norvietnamitas respondieron avanzando al interior del país. La presión de Vietnam del Sur al otro lado de la frontera solo llevó a los comunistas aún más al interior de Camboya. A finales del verano de ese año, más de la mitad del país estaba en manos de Hanói. Además, los comunistas camboyanos, ya apodados Jemeres Rojos, empezaron a recibir armas, consejeros e instructores norvietnamitas para reforzar su posición.
Hasta entonces, la fidelidad total a la figura política-religiosa del príncipe Sihanouk había impedido a los comunistas ganar el apoyo de la mayoría campesina. Todo cambió con el derrocamiento del monarca. Sihanouk se exilió en Pekín, formando una alianza llamada Frente Unido Nacional de Kampuchea (francés: Front uni national du Kampuchéa, FUNK), que incluía a todos los opositores a Lon Nol, aunque el bajo control fáctico del KR e hizo un llamado a combatir a los golpistas. Poco después Pekín y Hanói acordaban ayudar a los exiliados, lo que equivalía a respaldar militarmente al KR. El gobierno en el exilio que nació se llamó GRUNK o Gobierno Real de Unión Nacional de Kampuchea (francés: Gouvernement Royal d'Union Nationale du Kampuchéa), que gobernaría nominalmente los territorios conquistados durante la guerra y brevemente tras la victoria hasta 1976. Lo integraban el Partido Comunista de Kampuchea (francés: Parti communiste du Kampuchéa, PCK) y dos facciones menores, los monárquicos del Khmer Rumdo, «Liberación Jemer», y los provietnamitas del Khmer Việt Minh, «Viet Minh Jemer», en su mayoría exmiembros del Khmer Issarak.
Posteriormente, los siguientes tres años apenas verían combates entre el gobierno camboyano y el KR. Este último se dedicó a crear una sólida base de poder entre los habitantes del extenso territorio ocupado por los norvietnamitas. Su disposición al trabajo duro en el campo, incorruptibilidad, preocupación por el bienestar del campesinado y el apoyo simbólico del príncipe les concedió el apoyo popular y calmó a los que desconfiaban de ellos. Entre 1970 y 1973, los combatientes del KR pasaron de 4000 a 40 000. El mariscal no supo aprovechar la superioridad numérica de su ejército ni capitalizar la impopularidad del príncipe entre las capas urbanas, medias e intelectuales del país. Se volvió completamente dependiente de la ayuda estadounidense y survietnamita.

### Agonía de la República Jemer
Dos eventos serían decisivos para la guerra y condenarían al gobierno jemer. Primero está el estrepitoso fracaso de la Operación Chenla II, una ofensiva gubernamental iniciada el 20 de agosto de 1971 contra las principales bases norvietnamitas. Acabaría con el aniquilamiento de las mejores tropas del gobierno y la retirada el 3 de diciembre. Mientras el KR creaba un ejército disciplinado, el gobierno pasaba a depender de reclutas mal entrenados y mayoritariamente en edad escolar, dirigidos por oficiales sin conocimientos tácticos pero hábiles en inventar soldados “fantasmas”, unidades inexistentes en la realidad pero si en los registros para apropiarse de las armas y suministros que se les enviaban y venderlos al enemigo. Esos “fantasmas” también fueron frecuentes en el ejército de Saigón. Del millón y medio de tropas que tenían en 1968, hasta cien mil no existían en realidad. Lon Nol era muy supersticioso, consultaba a adivinos y astrólogos para decidir su estrategia. En los últimos días de la guerra, cuando el KR rodeaba la capital de Nom Pen, los oficiales del gobierno consumían con su corrupción la mayor parte de la ayuda estadounidense, negándole a sus hombres provisiones o sueldos. La consecuencia fue que unidades enteras se negaban a luchar hasta que les pagaran. El contraste era absoluto con el KR, totalmente organizado para guerrear: «Una vez más, los estadounidenses habían apoyado a un perdedor».
El segundo evento decisivo fueron los Acuerdos de paz de París del 27 de enero de 1973. Después de estos, los norvietnamitas se retiraban de sus bases fronterizas y el KR debió enfrentar por primera vez solo al ENJ, respaldado por el poder aéreo de EE. UU., que dejaba de actuar en Laos y Vietnam para concentrarse en Camboya. Hanói se distanció del KR por negarse a negociar en París, disminuyó su apoyo militar pero con eso perdió su influencia sobre éste.
La campaña de bombardeo concentrado devastaría gran parte del país, especialmente el este. La población rural decidió refugiarse en masa en Nom Pen, que cuadruplicó su población. De 200 000 o 600 000 a 2 000 000. Cerca de 540 000 toneladas de bombas fueron lanzadas entre 1970 y el 15 de agosto de 1973. Un cuarto de los campesinos del país se refugiaron en ciudades, haciendo colapsar los servicios básicos.  Los que se quedaron en sus granjas fueron integrados a la fuerza en las nuevas cooperativas de la economía de guerra del KR. Las aldeas y cultivos fueron destruidos o abandonados.
En las zonas “liberadas” del KR cada aspecto de la vida era controlado por el Angkar padevat, «Organización Revolucionaria», pantalla del clandestino PCK —más conocida como simplemente Angka, la «Organización»—. El comercio, la producción de arroz, se suprimía el culto budista, se impuso un código de indumentaria uniforme, se formaban brigadas cooperativas de producción y los disidentes desaparecían. El KR podía alimentar de forma autónoma a su población, en cambio, Lon Nol y su corrupto gobierno dependían por completo de EE. UU.
Los bombardeos estadounidenses eran lo único que permitía a las FANJ resistir. Mantenían a raya a los guerrilleros y permitían a los convoyes fluviales traer suministros por el Mekong. Desde comienzos de 1974 los bombardeos se detuvieron, el KR corto todas las rutas terrestres a Nom Pen y casi la asaltó. La reanudación de los bombardeos fue la salvación momentánea de la capital, le hizo retroceder fuera del perímetro defensivo de la ciudad. Desde entonces, el KR «decidió no realizar un asalto directo, sino estrechar el cerco».
Rodearon las principales ciudades a la vez que las FANJ se atrincheraban en ellas. Solo podían comunicarse por aire. A principios de 1975, más de 40 000 guerrilleros rodeaban a 20 000 defensores de Nom Pen. A medida que avanzaban, los dirigentes del KR fundaban «centros de reeducación» cada vez más parecidos a los «centros de detención».
Debido a la completa desmoralización de las fuerzas republicanas, en 1975 apenas 60 000 guerrilleros comunistas estaban derrotando a 200 000 soldados mucho mejor equipados. Irónicamente, los Jemeres Rojos eran un partido y un ejército débiles que hasta 1973 habían dependido completamente de Hanói, a pesar de la verborrea triunfalista y nacionalista.

### Conquista del poder
La situación se hizo crítica con la instalación de cinco mil guerrilleros a las orillas del Mekong dedicados a hostigar a los navíos estadounidenses que transportaban suministros. Fue necesario desarrollar un puente aéreo para abastecer a Nom Pen. El 6 de marzo de 1975 se hizo imposible, los obuses comunistas alcanzaron el aeropuerto y cortaron la última vía de comunicación. Fue entonces que el Congreso estadounidense votaba por cesar su ayuda a Lon Nol. Sus aviones B-52 no volvieron y el KR pudo dedicarse a bombardear con artillería y cohetes la capital. Lon Nol se exilió el 30 de marzo. El 11 de abril el aeropuerto de la capital cerraba definitivamente y en la madrugada siguiente se realizaba la operación Eagle Pull, «tirón del águila». Unos 82 estadounidenses, 159 camboyanos —la mayoría empleados de su embajada y familiares— y 35 ciudadanos de terceros países. El 14 de abril algunas banderas rojas comenzaron a flamear en barrios del norte de la capital. El 16 de abril se negociaba la rendición final del gobierno. A la mañana siguiente, un ejército de campesinos adolescentes del KR entraba en la ciudad. Lo que más llamó la atención de los habitantes fue el frío e inexpresivo autocontrol de los guerrilleros, «cadáveres mutilados formaban parte de su existencia diaria, igual que un plato de arroz»; siempre obedecían las órdenes sin preguntar.

### Consecuencias de la guerra
Según las estimaciones más moderadas y fiables, la guerra costó entre ciento cincuenta y trescientas mil vidas. Durante su posterior gobierno, Pol Pot intentaría “desviar” el número de víctimas propias achacándolas a la guerra, hablando de seiscientas mil a un millón cuatrocientas mil. Más del 20% de todas las propiedades materiales del país fueron destruidas. La guerra, especialmente los bombardeos masivos de 1969-1973, arruinó a la economía agraria y debilitó a la sociedad tradicional. La guerra impidió cualquier tipo de resistencia que la sociedad camboyana pudiera presentar al nuevo gobierno. Desmoralizó o destruyó a su élite y permitió al KR consolidarse rápidamente en el poder gracias a las prioridades estratégicas de su aliado norvietnamita y la irresponsable actitud de Sihanouk.
Los bombardeos costaron entre 40 000 y 100 000 vidas, de las que 10 000 correspondían a guerrilleros. Las provincias más bombardeadas tenían baja densidad de población; apenas un millón de habitantes en 1970, y muchos de sus residentes escaparon rápidamente a las ciudades. Al menos un millón de campesinos o más probablemente un tercio de los ocho millones de camboyanos se volvieron desplazados internos que huyeron a Nom Pen y otras ciudades. En cifras concretas, entre uno y dos millones buscaron refugio en la capital, sufriendo una falta crónica de alimentos, techo y medicinas. El único efecto que tuvieron los bombardeos fue proporcionales más reclutas al KR y facilitar la evacuación de las ciudades y la colectivización agraria al crear una masa enorme de refugiados que odiaban al gobierno proestadounidense.
Un elemento peligroso que estalló fue la violencia, a menudo gratuita, de ambos bandos. En la rebelión campesina de 1968 los funcionarios del gobierno solían morir a puñaladas y el ejército respondió arrasando aldeas enteras, colgando de los árboles a presuntos cabecillas con los estómagos abiertos para matarlos lentamente, degollando a niños sospechosos de ser correos comunistas con hojas de palmera afiladas y maniatando y arrojando por precipicios a profesores sospechosos de tendencias izquierdistas. Más de 75 000 personas fueron asesinadas, principalmente por la represión comunista. El KR demostró estar siempre dispuesto a la violencia y las medidas más extremas con tal de vencer.
Otra expresión de la violencia fue la persecución a la minoría vietnamita, entre 450 000 y 500 000 al comenzar la guerra. La mayoría eran comerciantes y oficinistas, pero eso no impidió a Lon Nol perseguirlos desde su llegada al poder. Centenares acabaron flotando después de ser ahogados en el Mekong. También se incendió la embajada survietnamita. Dos tercios de los vietnamitas de Camboya, unos 300 000, huyeron durante 1970 a Vietnam del Sur.
La persecución fue una reacción contra los ataques de Saigón contra los jemeres étnicos que vivían en Vietnam del Sur a mediados de los sesenta. Estos pogromos, en especial durante 1970, costaron setenta mil vidas. Las guerras de Indochina supusieron la huida de más de dos millones de personas de sus países. Los vietnamitas huyeron a Guam y Filipinas, mientras que laosianos y camboyanos a Francia, especialmente los de la élite.
Durante 1971, el KR purgo a muchos elementos pro-vietnamitas entre sus filas y ejecutaron a civiles de esa etnia en zonas bajo su control. En 1973 se dieron los primeros enfrentamientos serios entre norvietnamitas y el KR. Después de la victoria se iniciaba la purga de un millar de «jemeres vietminh». Estos eran antiguos resistentes a favor del gobierno colonial francés que emigraron a Hanói en 1954, y que representaban una amenaza interna para la camarilla de dirigentes polpotistas, es decir, los intelectuales educados en Europa que volvieron a Camboya después de la independencia. También se exterminaron a los sihanukistas, o monárquicos, dentro de sus filas.
Sobre el propio príncipe, el 2 de abril de 1976 la monarquía era oficialmente abolida y él era encerrado en su palacio, aunque oficialmente se informaba que “elegía” retirarse a la vida privada. Durante el régimen polpotista, éste perdería a cinco de sus catorce hijos y a once de sus nietos. Una nación entera fue «secuestrada» en un «Estado de campos de concentración». Había nacido la Kampuchea Democrática.

## Gobierno genocida
Hasta unas semanas antes de la caída de Nom Pen sus más ricos habitantes parecían vivir en un «trance hipnótico». Estaban rodeados y los suministros solo llegaban por aire, pero aún eran frecuentes los descansos por las tardes y los estudiantes iban a la escuela sin miedo a ser reclutados para la defensa. El 17 de abril de 1975 la población de la urbe estaba relativamente feliz, finalmente se acababa la guerra civil y nada podía ser peor. Los últimos combates habían cesado –algunos de los más fieros habían sido protagonizados por defensores norteamericanos, que eran desertores, traficantes y contrabandistas que habían migrado a Camboya tras los acuerdos de paz de 1973– y los disciplinados e inexpresivos guerrilleros adolescentes entraron, impermeables a todo soborno o ruego, esa misma tarde y supervisaron la evacuación de toda la población de las grandes ciudades.
Durante la evacuación de su embajada, los norteamericanos ofrecieron asilo a los principales dirigentes jemeres. Algunos lo rechazaron con la esperanza de negociar un acuerdo final y estando dispuestos a sufrir el destino de su gente. Estaban en la lista negra del KR, los «Siete Traidores», como el general y príncipe Sisowath Sirik Matak (1914-1975), el primer ministro Long Boret (1933-1975), el político Lon Non (1930-1975) –hermano de Lon Nol– y la mayoría del gabinete. Poco después todos fueron ejecutados. El presidente interino tras la huida del mariscal, Saukam Khoy (1915-2008), y el general a cargo de la defensa, Sak Sutsakhan (1928-2004), eligieron exiliarse a última hora y vivir.

### Año Cero
Nadie, dentro y fuera de Camboya, se esperaba tal medida y fue el primer aviso de que un proceso excepcional se iniciaba. Se les dijo que saldrían solo por tres días y para protegerlos de los bombardeos estadounidenses y asegurar su avituallamiento. La decisión había sido tomada por la camarilla gobernante en febrero y presentaba tres problemas: era poco probable que el pequeño PCK y su ejército de adolescentes pudiera controlar a los millones de personas concentrados en Nom Pen. Si se los dispersaba también se los desorganizaría. En segundo lugar, las reservas de arroz se agotaban pues gran parte de la tierra se había dejado de trabajar durante la guerra. Los camboyanos deberían reconstruir su país con trabajo agrícola. Finalmente, y más importante, por la voluntad utópica que dominaba a los polpotistas: trabajo, pureza revolucionaria e independencia nacional. «El país iba a ser reconstruido de la nada». Los Jemeres Rojos dividieron el país en seis grandes zonas y 32 regiones. A su vez nacieron distritos, subdistritos y villas, estas últimas no en el sentido tradicional. Las villas fueron abolidas y reemplazadas por «cooperativas de alto nivel» con mandos bastantes autónomos hasta las purgas que buscarían asegurar el poder central, debido a que su aparato burocrático era muy débil, y eliminar toda debilidad en el trato de mandos con pueblerinos, especialmente "nuevos".
El KR había empezado con este tipo de acciones desde 1973 en las zonas “liberadas” del sudoeste, hasta volverlo algo habitual. A comienzos de 1971 se empezó a evacuar aldeas enteras y en septiembre de 1973, cuando tomaron la mitad de Kompung Cham, forzaron a 50 000 personas a abandonar sus hogares e ir al interior del país. La ciudad de Kratié, la primera de importancia tomada por el KR en julio del mismo año, fue desalojada por completo. En marzo siguiente habían capturado Udong y se llevaron 20 000 personas a los campos de la frontera con Vietnam, muchos escaparon a Nom Pen. Aquel mismo año de 1974, Pol Pot había empezado a dispersar secretamente las aldeas más compactas, garantizando su mejor control.
Sin embargo, las muertes fueron escasas. En 1975 la población en general aún estaba sana y bien alimentada. Los heridos, operados convalecientes, desnutridos y enfermos forzados a vaciar los hospitales, los suicidas –a veces familias enteras– y ancianos fueron las primeras víctimas. Los muertos eran abandonados allí donde caían, usualmente a los costados de los caminos. Se estima que en los hospitales de la capital había cerca de 20 000 heridos. Entre los suicidas destacaban los individuos que quedaron separados de sus familiares, los adultos mayores que se sentían una carga para sus familias y los que habían pertenecido a las clases más acomodadas. Los que se negaron a seguir las órdenes fueron inmediatamente fusilados. Unas dos a tres mil personas fallecieron en la capital y unos diez millares en todo el país. En el peor de los casos veinte o treinta mil.
Aproximadamente la mitad del país, dos o tres millones desde Nom Pen y cientos de miles más de las otras ciudades, evacuaron sus hogares y dejaron atrás sus pertenencias -a la larga las perdieron-, lo poco que llevaban lo perdieron en el camino a manos de guerrilleros o al llegar a destino ante las exigencias de los locales. Se iniciaba un periplo en busca de un nuevo “hogar”, a veces por semanas, todo sin recibir alimentos o cuidados médicos de sus “libertadores”. Era fácil separarse de la familia en medio de la confusa marea humana y casi imposible reencontrarse, de hecho, el destino dependía del barrio donde se vivía, muchas familias se separaron para siempre. Los yothea, «soldados», no los empujaban pero se mostraban como siempre, inflexibles, seres que jamás sonreían. Pero sí que estaban atentos a cualquier signo externo de una buena vida, educación, riqueza y poder, tales como buena ropa, manos suaves y aspecto de estar bien alimentado, entonces era separado e interrogado en los rudimentarios puntos de control en las encrucijadas de las rutas. Todo el que admitía ingenuamente en esas primeras fechas que era un burócrata, empresario, profesor, médico o ingeniero era fusilado. Comenzaba la «“venganza de clases”». El usar gafas con cristales gruesos se volvió peligroso, porque se le consideraba un símbolo de intelectualidad, amor por leer, pensar y, por tanto, criticar. Deshacerse de ellas, como de los libros, era exigido por los polpotistas para ser perdonado. Para dicha de muchos, los Jemeres Rojos decidieron destruir los documentos de identidad, permitiéndoles inventarse una nueva identidad. En esos momentos, la capital albergaba veinte mil soldados y oficiales y un número muy similar de funcionarios civiles de la antigua administración, blancos preferidos del KR.

Se los empujó hacia la campiña circundante. La violencia comenzó a las 7 de la mañana con ataques dirigidos contra las tiendas chinas, y después hubo un saqueo general. Las primeras muertes sucedieron a las 8:45 de la mañana. De los 20.000 heridos que estaban en la ciudad, hacia la caída de la tarde todos estaban en la jungla. (...) Se vaciaron todos los hospitales (...) Fueron destruidos todos los documentos y archivos. Los libros fueron arrojados al río Mekong o quemados en las orillas. Se procedió a incinerar el papel moneda de la Banque Khmer de Commerce. Los automóviles, las motocicletas y las bicicletas fueron [confiscados]. Los [jemeres rojos] dispararon con bazucas y cohetes sobre las casas en las que se advertía movimiento. Se llevaron a cabo muchas ejecuciones sumarias. Se dijo al resto: «Salgan inmediatamente de aquí o los mataremos a todos». Hacia la medianoche se cortó el suministro de agua.

Esto último benefició a numerosos funcionarios y militares del bando perdedor. Eran sobrevivientes. Cuando el KR tomó la capital se dio la orden por radio a todos los civiles y oficiales que sirvieron a Lon Nol de presentarse en el Ministerio de la información, bajo el pretexto de servir al nuevo gobierno o recibir a Sihanouk. Temerosos de un castigo peor si no iban la mayoría se presentó, y todos acabaron ejecutados o muertos poco después en prisión. En purgas posteriores, sistemáticamente se ejecutó a antiguos funcionarios de rangos cada vez más bajos. Salvaron solo a algunos empleados claves y difícilmente reemplazables, como los ferroviarios.
Non Pen quedó vacía y todos los edificios que demostraban su anterior esplendor quedaron en silencio. El miedo y odio de los Jemeres Rojos a la «gran prostituta del Mekong», urbe cosmopolita llena de placer y consumo, era total. Con el masivo éxodo hacia una vida de esclavos rurales comenzaba en Camboya el Año Cero.

### Campos de la muerte
El voluntarismo polpotista y su búsqueda de una utopía desembocó en «lo que tal vez siga siendo el intento de transformación social más radical de todos los tiempos». El KR intentó «aplicar el comunismo integral inmediatamente, sin ese largo período de transición que parecía formar parte de los fundamentos de la ortodoxia marxista-leninista». Estaban seguros de que triunfarían donde el Gran Salto de Mao había fracasado porque Camboya era un país mucho más pequeño, homogéneo y gobernable que China.
En una semana vaciaron las ciudades -poniendo fin al antagonismo entre estas y el campo-, la moneda fue abolida, se aniquilaron las clases propietarias, intelectuales y comerciantes para poner fin a las diferencias sociales y en menos de dos meses habían colectivizado toda la nación.
El aparato administrativo del KR era particularmente débil, apenas 120 000 militantes y simpatizantes, la mitad combatientes y la mayoría muy recientes. No podía gestionar adecuadamente el éxodo. Esto permitió a muchos de los desplazados instalarse donde querían o, más frecuentemente, podían. Al menos por un tiempo. Es probable que esta debilidad (14 000 militantes en 1975) incrementara la paranoia y brutalidad del KR. A los pocos meses comenzaron nuevas deportaciones, cientos de miles de antiguos habitantes de las ciudades debieron trasladarse, algunos tres o cuatro veces seguidas, especialmente del este y suroeste al noroeste. Y eso sin contar brigadas de trabajo, que llevaban por meses a jóvenes y adultos sin hijos pequeños lejos de sus aldeas. El objetivo era impedir cualquier vínculo duradero que amenazara el poder del régimen entre campesinos y recién llegados o entre estos últimos, quitarle los bienes y cosechas a los nuevos campesinos, controlar los flujos de población, poner en marcha grandes obras para cultivar en las montañas y junglas despobladas y, finalmente, eliminar todas las «bocas inútiles», puesto que estas deportaciones en carretas y trenes atestados y que duraban semanas, afectaban en especial a aquellos que se encontraban desnutridos y agotaban las reservas de medicamentos. Tuvieron éxito. Pin Yathay (n. 1944), sobreviviente que escapó al extranjero tras vagar semanas por la selva, relata que muchos proyectos de fuga o de rebelión se vieron impedidos por esos traslados.
Muy distinto era el destino de quienes accedían a un traslado voluntario. Eran trampas perfectas, los habitantes de las ciudades que aceptaban ingenuamente trasladarse a supuestas aldeas con una vida más fácil siempre acababan ejecutados. Yathay se dio cuenta del truco. Los que aceptaban el ofrecimiento voluntariamente admitían aun tener inclinaciones individualistas y no estar conforme con el Angka.

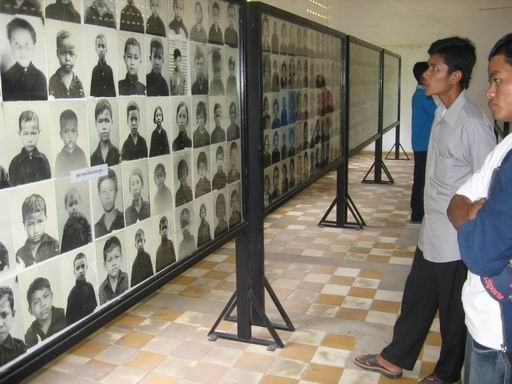
Las fotografías de las víctimas del Tuol Sleng hoy exhibidas en el Museo del Genocidio.

Ante las desesperantes condiciones de vida muchos intentaron escapar al extranjero. Todo el que era capturado era ejecutado y muchos morían al vagar por largas jornadas en la jungla, como el agotamiento se había vuelto general y crónico, era difícil hacer tal esfuerzo físico. Al hacerlo sin mapas ni brújula, el escape significaba aún entre los más vigorosos un suicidio en la mayoría de los casos. Se solían hacer en la temporada de lluvias, dificultando la persecución, con pocas provisiones. Por otra parte, eran relativamente frecuentes, ya que la vigilancia en los campos no era muy fuerte. Los soldados y mandos eran escasos en comparación a la población. En noviembre de 1976 había 23 000 refugiados en Tailandia y en octubre del año siguiente los que huyeron a Vietnam sumaban 60 000.

### Nuevos y Viejos
Poco menos de la mitad de la población era Prasheachon Thmei, «nuevo pueblo», aquellos que cayeron bajo su influencia al rendirse las ciudades el 17 de abril de 1975 y eran siempre objeto de sus sospechas. El resto era Prasheachon Shah, «viejo pueblo», aquellos que entre 1970 y 1975 cayeron bajo su control –sobre todo población rural– y eran su principal base de apoyo. El KR estableció un apartheid total entre los «nuevos» y «viejos». No podían casarse, vivir en las mismas zonas de las aldeas y, al principio, ni siquiera hablarse. Todo para ahondar la brecha entre ellos. Los viejos tenían unos pocos derechos, como participar ocasionalmente en “elecciones” de candidato único, comer en la cantina obligatoria antes que los otros y, al comienzo, de cultivar una parcela privada. Además recibían ciertas raciones –siempre más grandes– de azúcar, frutas, carne, medicamentos fabricados en China, dispensas y arroz duro, no la sopa de arroz aguado que comían los nuevos –los primeros en ejercer este derecho eran los militantes del KR, a pesar de siempre mostrarse como símbolos de humildad–. Obviamente, no se eximían de servir por meses lejos de sus familias en obras masivas y los horarios eran igual de extenuantes. La constitución de 1976 sostenía que el primer derecho de los habitantes de Camboya era trabajar, los nuevos no conocieron otro. La escasa clase obrera vivía bajo una dura disciplina militar y lentamente se la reemplazó con campesinos pobres, cuya fidelidad creían segura los Jemeres Rojos. En definitiva, los nuevos sufrieron mucho más que los viejos.

El vínculo entre ambos segmentos era peligroso para los Jemeres Rojos. Sobre todo si se tiene en cuenta que Camboya, además pequeña y poco poblada, tenía la mayoría de los habitantes de sus ciudades emparentados con gente de los campos. En la primera deportación muchos consiguieron unirse a ellos y así sobrevivir. De hecho, las relaciones iniciales eran relativamente buenas entre viejos y nuevos. Todo nuevo podía instalarse si conseguía el permiso del jefe de la aldea, en algunos casos se sacrificaba una vaca en honor a los recién llegados y en muchos otros les ayudaban a instalarse. En algunos casos hubo cierta hostilidad, pero aparentemente no asesinatos espontáneos o vejaciones entre ambos grupos. El KR consiguió su objetivo hacia 1977, cuando las relaciones entre nuevos y viejos llegaron a un punto de hostilidad abierta, a causa de la competencia por los pocos alimentos. El hambre «nunca ha contribuido al altruismo». El hambre ayudaba mucho porque deshumaniza:
«Provoca el repliegue sobre uno mismo, el olvido de cualquier consideración que no afecte a la supervivencia propia». 
También eliminaba todo parámetro moral, todos estaban dispuestos a todo con tal de seguir vivos un día más, tanto en romper las leyes como en someterse en apariencia al régimen. Poco antes del hundimiento definitivo –la invasión vietnamita–, la situación era horripilante. Se ejecutaban en iguales cantidades mujeres, niños y ancianos que hombres adultos. Mueren en masa tanto los nuevos como los viejos.

Precisamente, durante 1978 se atisban signos de la abolición gradual de la diferencia entre nuevos y viejos. Los primeros acceden a responsabilidades locales. Según algunos, los nuevos que habían logrado sobrevivir finalmente eran considerados aptos y leales para servir al KR, otros creen que era un intento de unir al país ante el conflicto con Vietnam, como en 1941 hizo Stalin ante la operación Barbarroja. Pero lo más probable es que ante la sangría, el KR empieza a incluir forzadamente a los nuevos en la administración del genocidio, intentando suplir los vacíos que habían ocasionado las frecuentes purgas internas.
«La “revolución” enloquecía realmente, y ahora amenazaba con engullir hasta al último de los camboyanos».
Bajo su lema del «odio de clases», los polpotistas subdividieron las castas poco a poco y estimularon los recelos entre las categorías. Primero los viejos, «proletarios y patriotas», contra los nuevos, «capitalistas criados por los imperialistas». Luego campesinos pobres contra propietarios de tierras, campesinos ricos contra excomerciantes. Los no escolarizados contra los intelectuales. Los no funcionarios contra los antiguos servidores de la República Jemer.

### Vida diaria
La preocupación de los Jemeres Rojos por evitar las visitas clandestinas a familiares, los conflictos entre vecinos, prohibir las relaciones sexuales extramatrimoniales o pelearse con la familia –todos delitos castigables con la muerte, en especial en reincidentes– no se debía a un deseo de defender el núcleo familiar como base de la sociedad, sino más bien a una defensa de su utopía de convivencia exquisita entre personas. 
Además, el sostenimiento de la autoridad paternal no era tal, muchas veces las familias eran separadas y los miembros eran enviados por meses a zonas distintas para trabajar –y sin formas de comunicarse -, no había tiempo familiar, los niños eran adoctrinados y alejados de sus padres, las posibilidades de vida íntima estaban restringidas a lo permitido por el Angkar –especialmente para la reproducción– y los jóvenes eran alentados a denunciar a sus padres. La única causa era la voluntad del régimen para conseguir el poder total, aislando al individuo y dejándolo solo frente al control terrorífico y manipulador del Angkar.

Se prohibió la relación sexual; el adulterio o la fornicación eran castigados con la muerte (...) Se prohibía a los miembros de las parejas casadas [mantener] conversaciones prolongadas, pues se afirmaba que eso era "discutir", y [la reincidencia] se castigaba con la muerte (...) Cuando el hambre y la epidemia se difundieron, los viejos y enfermos y los muy jóvenes, sobre todo [los] huérfanos, fueron abandonados. Se ejecutaba en público y se obligaba a mirar a los parientes mientras el hermano, la madre o el hijo eran sometidos al garrote vil o decapitados, apuñalados, muertos a golpes o (...) a hachazos. A veces se ejecutaba (...) a (...) familias enteras. (...) un docente llamado Tan Samay, que desobedeció la orden de enseñar a sus alumnos únicamente el trabajo de la tierra, fue ahorcado; sus propios alumnos, de ocho a diez años, tuvieron que realizar la ejecución mientras gritaban: "¡Maestro incapaz!". La terrible lista de crueldades es interminable.

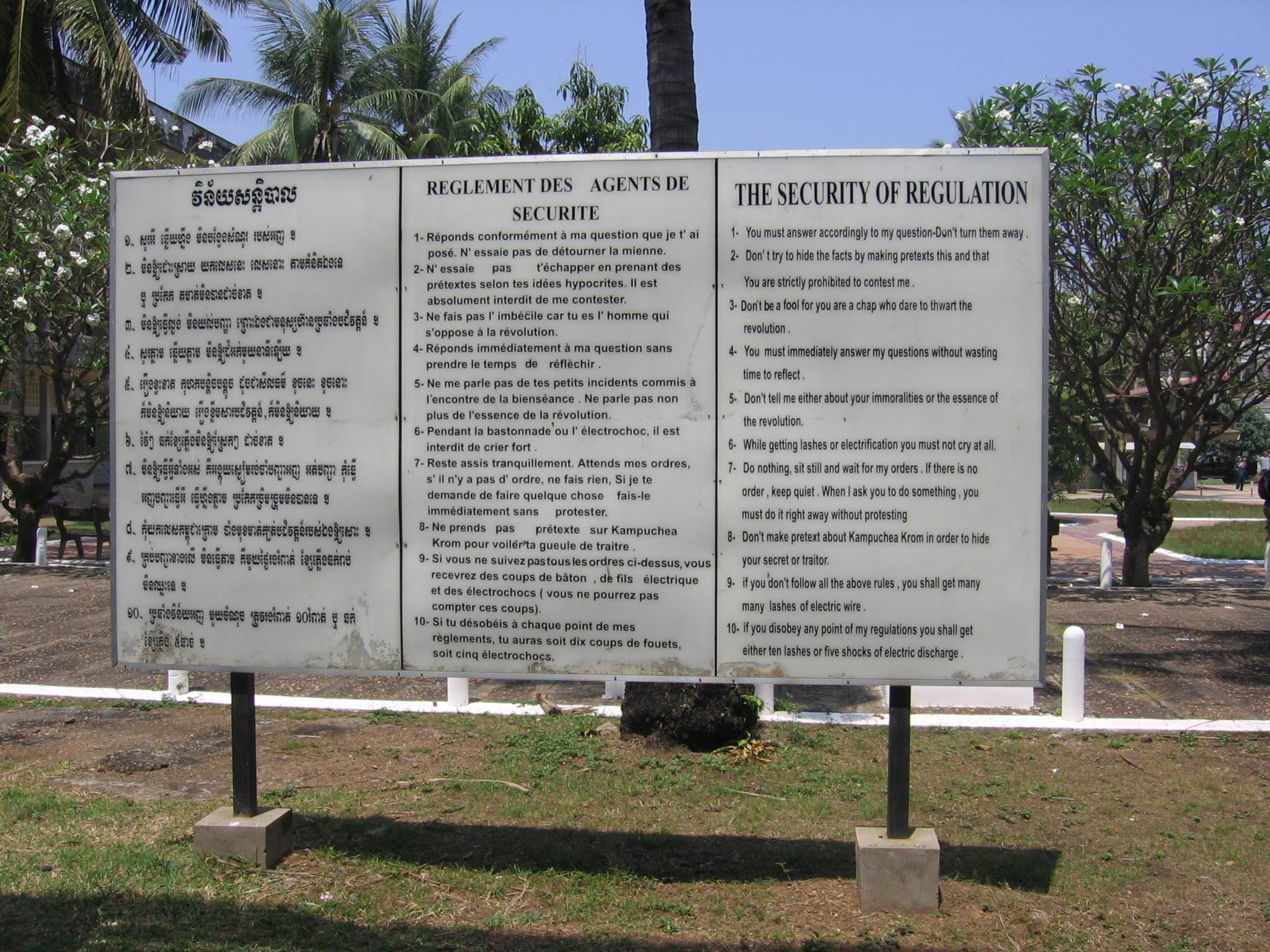
El reglamento en S-21 para los prisioneros.

Otro delito con pena capital era el robo, esencialmente de alimentos. Antes de la guerra civil, Camboya exportaba millones de toneladas de arroz al extranjero, durante el mandato del KR, no se producía suficiente para vivir. Pero más que consecuencia de la guerra, lo era de la política premeditada del KR:
«Nadie temía besar la mano que daba de comer, por  muy sangrienta que fuese». 
El gobierno buscaba controlar a la población monopolizando el acceso a cualquier fuente de alimentos. Se llegaron a destruir muchísimos árboles frutales, eliminando una fuente no controlada de nutrición. Cualquier intento de mejorar la dieta personal descubierto era mortal, aunque fueran lombrices, sapos y lagartijas atrapados en los campos. Muchos otros fallecieron al comer –a escondidas– animales o plantas venenosas o mal cocidos. Muchos dependían para vivir del mercado negro, que gracias a los muertos no declarados, podían conseguir ciertas raciones extras. También quedaba alimentar de bienes en principio comunitarios, fueran plantas o animales, disputar sobras con los cerdos o cazar ratas.
Sin cuidados médicos, sus debilitados cuerpos eran presas fáciles de las enfermedades, en especial edemas. Los enfermos eran siempre culpables y castigables de hacer perder mano de obra al Angkar, por lo que rara vez recibían medicamentos o reposo, aumentando su mortandad. En muchos hospitales simplemente se los dejaba morir a propósito. Pol Pot y su camarilla lo único que conseguía con su gestión era matar a su pueblo y demostrar su incompetencia en todos los campos posibles, pero en lugar de cambiar simplemente se hacían cacerías de saboteadores, supuestos culpables de los reiterados fracasos.

### Sistema carcelario

Mapa del Imperio jemer en el. Base del nacionalismo fanático del KR y sus ambiciones expansionistas.

De hecho, el KR superó por mucho a Hanói en brutalidad radical –y, a pesar de que basó sus campos de detención en el modelo del Vietminh de los años cincuenta–. Los vietnamitas jamás hicieron frecuentes las matanzas de detenidos, prisioneros franceses o indígenas, todo lo contrario sucedió en Camboya.
En los campos de detención podían entrar soldados enemigos, monjes budistas, viajeros “sospechosos” y sus familiares, reales o supuestos, entre otros. El régimen de hambre, las enfermedades y los malos tratos rápidamente acababan con la mayoría, empezando con los niños. También eran frecuentes las salidas bajo custodia de prisioneros –llevarlos fuera de la prisión para ejecutarlos durante la noche–.
Aunque la mayoría de las muertes se debió a la malnutrición, las pésimas condiciones de vidas y las enfermedades, el KR asesinó unas 200 000 personas por razones políticas entre 1975 y 1977, pero antes de finalizar su régimen se incrementó notablemente, solo en 1978 se ejecutaron más de 100 000 personas. Conforme más duraba el régimen todo empeoraba. 1977 y 1978 fueron años de hambruna, trabajos duros y purgas continuas. Khieu Samphan admitió estar involucrado en cien mil órdenes de ejecución.
El epílogo de este sistema se dio durante la invasión vietnamita. Muchos jefes polpotistas se dedicaron a ejecutar a los últimos sobrevivientes en lugar de escapar. Como resultado muchos fueron capturados y muertos, pero la mayoría de las cárceles estaban vacías; no quedaba a nadie a quien liberar.

### Purgas
La represión varió según el momento en que sucedió y la categoría de la población que afectó, sin embargo, prácticamente nadie estaba a salvo. Los intelectuales y exfuncionarios fueron exterminados casi completamente, y desde 1978 sus mujeres e hijos les siguieron a la tumba. Más del 83% de los oficiales de las FANJ, el 60% de los mandos de la policía, el 51% de los diplomados superiores, el 29% de quienes tenían estudios primarios, el 19% de los campesinos pobres y el 17% de la gente sin profesión conocida murieron. De 450 médicos y 550 magistrados desaparecieron 402 y 546 respectivamente. Dos quintos de los habitantes de las tres provincias más urbanizadas murieron.
Sin embargo, rápidamente ese ánimo exterminador se volvió contra los dirigentes polpotistas: el 50% de los militantes del partido comunista son ejecutados (superando a Stalin en la magnitud de las purgas). Las primeras purgas sucedieron en los años sesenta. Cuando en el seno del Angkar Loeu, «Alta Organización», se eliminaron a varios militantes considerados pro-vietnamitas. En los primeros meses de gobierno fueron purgados todos los pro-vietnamitas y los monárquicos no comunistas sin proceso regular. Cerca de novecientos desaparecidos. En septiembre de 1976 se arrestaba, torturaba y ejecutaba a Keo Meas (1926-1976), el «hermano número 6», iniciando las purgas en los máximos niveles en que Pol Pot eliminó a cualquier posible rival, fuera por sus habilidades políticas aparentemente superiores o la inexistencia de una fe ciega en su líder. Las fuerzas de seguridad regionales o santesok fueron purgadas continuamente por el servicio de seguridad nacional o santebal para asegurar el mando centralizado del dictador. Entre las víctimas más notorias estaban Hou Youn (1930-1975), quien predijo el fracaso de la colectivización y la eliminación de los mercados de Pol Pot y Noun Chea, ejecutado en agosto de 1975; Hu Him (1930-1977), ejecutado el 6 de julio de 1977; y Vorn Vet (1934-1978), ministro de economía arrestado por intentar un golpe de Estado en noviembre de 1978, ejecutado en la S-21 un mes después. Poco antes de finalizar su gobierno, Pol Pot había eliminado a la mitad de los miembros de su partido.
El aumento gradual de la autonomía regional, el fracaso de su modelo económico y, desde 1978, el fracaso al enfrentar las contra-ofensivas vietnamitas llevaron a un clímax en la paranoia del «hermano número 1». Las purgas se multiplicaron y empezaron a relacionar en conspiraciones ficticias a altos mandos y gente común de las cooperativas. Siguiendo el ejemplo estalinista, el proceso jamás seguía parámetros regulares y siempre incluía la tortura en la interrogación. Confesiones y listas con nombres de los cómplices estaban preparados de antemano; bastaban tres denuncias para ser arrestado y torturado.

### Persecución de minorías
El genocidio tuvo efectos étnico-demográficos a largo plazo. Los jemeres pasaron de ser el 80% de la población camboyana en 1962, a un 85% en 1970 y al 90% en 1981, tanto por el éxodo masivo de vietnamitas como las masacres de chinos y cham. El régimen de los KR persiguió físicamente, trasladó por la fuerza y prohibió las lenguas de los grupos étnicos minoritarios. Lo mismo sucedió con la religión, reprimiendo dura y extensamente a los fieles del islam, el cristianismo y el budismo. Durante su gobierno, Pol Pot declaró el fin de las diferentes nacionalidades, en su Kampuchea solo había una nación y una lengua: la jemer. Aunque, según Kiernan, la peor persecución la vivió la minoría musulmana cham. Irónicamente, a comienzos de la «guerra de liberación», los Jemeres Rojos intentaron reclutar a los cham, considerándolos excelentes guerreros. Los perseguidos eran clasificados en dos grupos principales: «urbanos» y «rurales». Los primeros eran los chinos y vietnamitas, los segundos los cham o sham y las tribus de las montañas selváticas, los loeu. Las persecuciones de sus miembros por su origen étnico solo empezaría en 1977.
Sobre los youn, «vietnamitas camboyanos», considerados enemigos históricos por Pol Pot, ya perseguidos durante la guerra, 100 000 a 150 000 salieron “voluntariamente” a Vietnam entre mayo y septiembre de 1975. Posiblemente muchos jemeres se hicieron pasar como vietnamitas para escapar del régimen polpotista. Quedaron en Camboya unas decenas de miles, la mayoría cónyuges de jemeres, y fueron asesinados casi en su totalidad. Aquellos que permanecieron cayeron en una trampa, en 1976 se les prohibió salir del país. Luego vinieron algunas matanzas, seguidas un año después por el arresto y deportaciones de vietnamitas y jemeres «vietnamófonos» en las zonas fronterizas del oriente, se perseguía abiertamente a todo jemer con ascendencia vietnamita. Los estudiosos calculan que sobre un tercio a más de la mitad de estos últimos murieron en el genocidio. Un efecto positivo de la deportación, la ruralización forzada y el hambre fue que los viejos conflictos entre jemeres que vivían en ciudades y minorías urbanas desaparecieron, todos sufrían siendo nuevos.
Respecto de los chinos, aproximadamente 400 000, se estima que entre casi dos quintos y la mitad falleció durante la Kampuchea Democrática, es decir, unos 200 000 sobrevivieron. Les fue especialmente mal porque muchos no supieron ocultar su antiguo origen como mercaderes, muchos enriquecidos por el mercado negro, volviéndose blanco predilecto de los Jemeres Rojos. Los habitantes de Nom Pen eran «ultraurbanos», y los chinos y vietnamitas de esa ciudad también eran «ultramercantiles». El gobierno intentó borrar todo rasgo o influencia de su cultura en la nueva sociedad que estaban construyendo.
Los loeu, por su apoyo desde el comienzo a los Jemeres Rojos, fueron favorecidos por el régimen hasta 1976. Estas tribus eran unas cuarenta a cien mil personas según datos de 1971. A finales de ese año, producto de la obsesión polpotista de producir solo y más arroz, sus pueblos de montaña fueron destruidos, ellos reubicados en la cuenca y los valles y su forma de vida tradicional, basada en la caza selvática, fue destruida. En febrero de 1977 la guardia personal de Pol Pot, compuesta por miembros de la tribu jarai, fue completamente detenida y liquidada.
Los cham vivían en las zonas fluviales o lacustres y suministraban de pescado a los demás camboyanos. Eran considerados viejos pero se les reprochaba estar muy involucrados en actividades mercantiles. En 1974 Pol Pot ordenó dispersar sus aldeas, tradicionalmente muy compactas, lo que se cumplió progresivamente. Un año después oficialmente se abolió su mentalidad, se les obligó a cambiar sus nombres a otros jemeres, se ejecutaba a los que hablaran su lengua, se les prohibió el uso del pelo largo y a las mujeres del sarong o «falda malasia». Estas medidas fueron especialmente duras en el noroeste. En 1976 los cuadros cham fueron expulsados de sus cargos. A diferencia de otros pueblos, los cham se rebelaron numerosas veces, siendo reprimidos con grandes matanzas. Desde mediados de 1978 se empezó a exterminar a comunidades enteras. Se desconocen las cifras exactas en este caso específico, pero de 700 000 cham que había antes de la victoria del KR, tras su derrocamiento quedaban unos 200 000. Otras fuentes dan una población original de 250 000 cham, resultando muertos por Pol Pot y sus secuaces más de 100 000. Probablemente de dos quintos a la mitad de esta minoría fue muerta. Unas 113 aldeas cham fueron sistemáticamente destruidas y las familias dispersadas.

### Persecución religiosa
Respecto al budismo, «incompatible con la revolución» según Yun Yat, religión ampliamente mayoritaria y arraigada profundamente en las tradiciones del país, el KR cerró —y destruyó muchas veces— 3000 templos y 70 000 monjes son enviados a trabajos forzados. Muchos acabaron en las temibles prisiones del régimen y los que no colgaron sus hábitos serían sistemáticamente exterminados, algunos estudiosos dicen que solo 1000 de 60 000 monjes que había en Camboya sobrevivieron al régimen.
La religión islámica de los cham llevó al régimen a ensañarse con ellos. Su intento de acabar con ella llevó a los mayores enfrentamientos y la peor represión. La prohibición de la oración, quema de Coranes y la destrucción de mezquitas comenzó en 1973 en las zonas bajo su control y tras la victoria, en mayo de 1975, se generalizaron a toda Camboya. Poco después se ejecutaran dignatarios musulmanes, la casi totalidad de los Haji –quienes había peregrinado a La Meca–, a quienes preferían ir a orar que a mítines políticos o aquellos que exigían el derecho a un matrimonio religioso. De 113 hakkem, líderes comunales, se salvaron 25 y de 226 diputados 25. Con crueldad irónica, los polpotistas ocasionalmente daban a los sham dos raciones mensuales de carne de cerdo –alimento prohibido por su religión–, obligándolos a comer si no querían morir, muchos vomitaban en secreto después. Precisamente en tiempos en que la amplia mayoría de los camboyanos llevaba años sin probar carne.
Respecto de la exigua minoría de cristianos católicos, casi la mitad perdió su vida. Algunos murieron crucificados. Entre sus mártires destaca el prelado Joseph Chhmar Salas, Obispo del Vicariato apostólico de Nom Pen, asesinado en septiembre de 1977. En la fantasmagórica Nom Pen, su catedral fue el único edificio totalmente arrasado. Como vivían principalmente en las ciudades, eran mayoritariamente vietnamitas y su religión era vista como un legado colonial, los católicos sufrieron una encarnizada persecución. Prácticamente todos los sacerdotes católicos y once pastores protestantes camboyanos fueron ejecutados o murieron en los campos. En 1993 se erigió un monumento permanente a los miles de católicos asesinados en la iglesia de San Bartolomé.

### Conflicto con Vietnam y caída

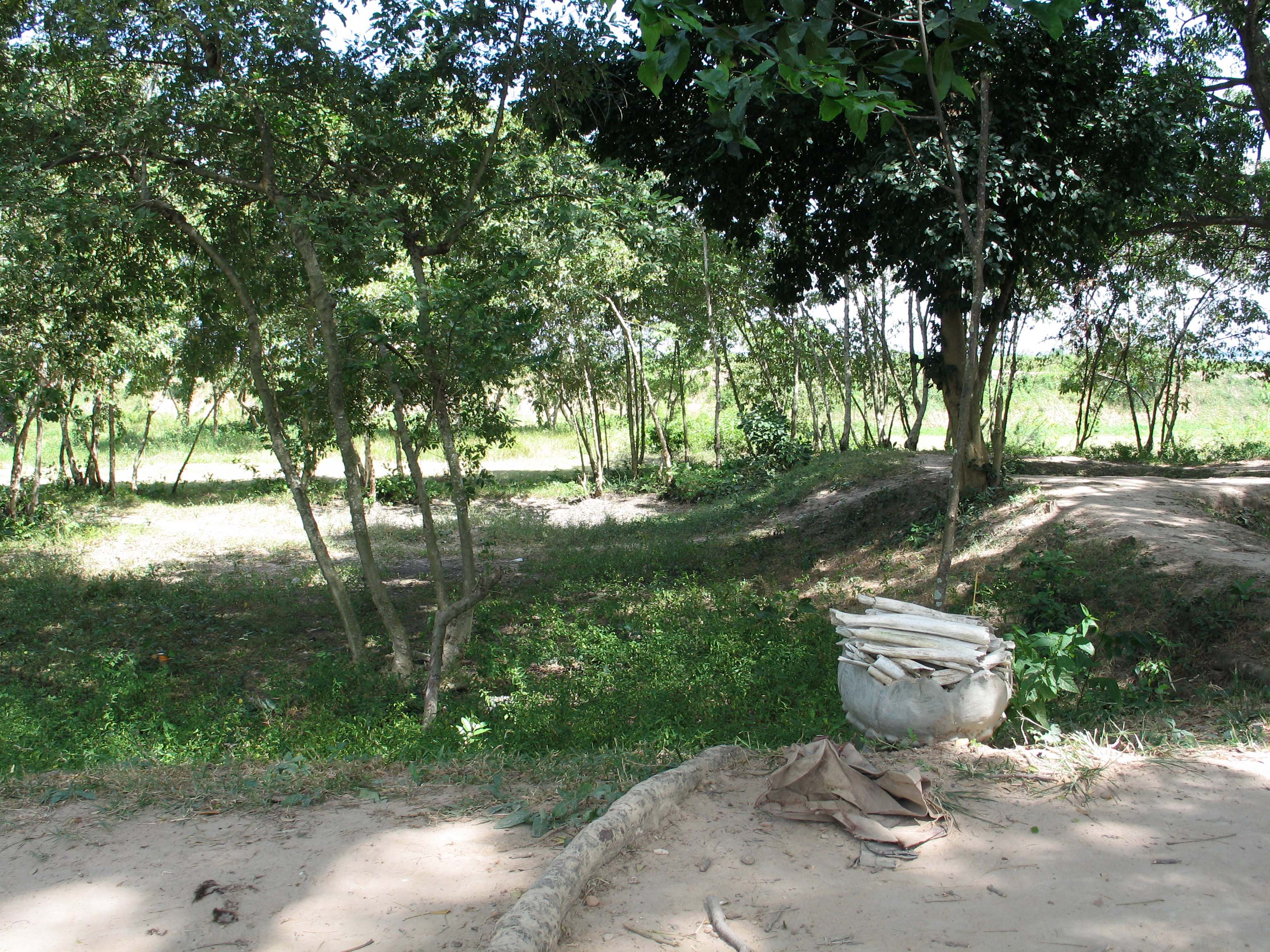
Lugar donde se encuentra una fosa masiva en el campo de la muerte de Choeung Ek.

La ruptura de 1973 entre vietnamitas y los Jemeres Rojos llevó a reescribir la historia de su fundación. El Partido Comunista de Kampuchea (PCK) había nacido en 1951 como una facción que se escindió del Partido Comunista de Indochina (PCI), pero en la nueva historia se originaba en 1960 por obra de intelectuales polpotistas llegados de París e iniciados en su vida política como militantes del Partido Comunista Francés (PCF). El KR utilizaba tanto la lucha de clases como la de razas, según ellos las definían, a la hora de perseguir a posibles oponentes. Su nacionalismo y xenofobia eran extremos, pero se concentraba más en Vietnam que en los Estados Unidos, «primera potencia imperialista» a la que ya habían derrotado, lo que justificaba su voluntarismo, después de esa victoria los jemeres eran capaces de todo. Deseaban recuperar el «territorio perdido» ante sus «enemigos hereditarios» tailandeses y vietnamitas, especialmente los segundos.
Durante las purgas, antiguos miembros del partido torturados llegaron a confesar pertenecer a la «CIA vietnamita», prueba del nivel de fantasía paranoica al que había caído Pol Pot. Pronto estalló un conflicto con Hanói, donde destacó la agresividad injustificada del KR, ya que consideraban a Vietnam como un «ladrón» puesto que reclamaban el territorio de la Cochinchina, que en el siglo XVIII había pertenecido a la Kampuchea Krom –el odio a Vietnam a la larga sería el único justificativo a la resistencia armada de los Jemeres Rojos tras su caída–. Desde 1978, las purgas se intensificaron a niveles verdaderamente genocidas en la zona oriente, empezando por los mandos locales, que se mostraban incapaces de detener las incursiones fronterizas de Hanói, lo que hacía crecer la paranoia de la camarilla central. Durante 1977-1978 las incursiones fronterizas de los polpotistas aumentaron, apoyándose en la presión creciente que China en la frontera septentrional. Estaban llevando a Vietnam a un punto donde se vería obligado a tomar alguna medida. Como todo lo que rodeaba al Angkar, el conflicto fronterizo fue anunciado públicamente recién en enero de 1978. Siguiendo su política agresiva y xenofóbica, el KR se negó a buscar una solución diplomática al conflicto fronterizo y el 24 de septiembre de 1977 lanzó una ofensiva contra la provincia de Tây Ninh, asesinando cientos de civiles. Hanói respondió con una operación de castigo con 50 000 soldados en diciembre, sin embargo, se retiraron cuando tropas chinas se movieron en la zona fronteriza con Vietnam. Los gobernantes de Hanói, temerosos de una guerra en dos frentes, se retiraron. El comandante jemer oriental, So Phim (c.1925-1978), tenía una sólida base de poder en la zona. Como reacción a las medidas del gobierno se rebeló en mayo de 1978, pero al mes siguiente, viendo todo perdido, se suicidó. Toda su familia y su pueblo natal fueron pasados por las armas. La violencia armada desatada ese año –purgas masivas, escalada del conflicto vietnamita y rebeliones– puede verse como la crisis final del KR al llevar a los camboyanos, prácticamente a todos, a una situación realmente límite.
El gobierno central acusó a los habitantes de la región oriental de ser «vietnamitas en cuerpos jemeres», justificando su exterminio. En la represión que se prolongó hasta diciembre, entre 100 000 y 250 000 personas –sobre todo jóvenes y militantes– murieron en el este, de una población de 1 700 000 habitantes. Cientos de miles de sobrevivientes fueron deportados en camiones, trenes y barcos, millares murieron en esos traslados y en los puntos de destino las duras condiciones de vidas estaban especialmente diseñadas para diezmarlos progresivamente. Sus seguidores sobrevivientes escaparon a Vietnam, ahí formarían el núcleo del Frente Unido para la Salvación Nacional de Kampuchea (en francés Front d'Union nationale pour le salut du Kampuchéa, FUNSK). Para 1978 había 160 000 refugiados camboyanos en Vietnam, donde empezaron a ser reclutados para formar guerrillas opositoras a los Jemeres Rojos. La decisión de invadir fue tomada en noviembre de 1978 con la siguiente salvedad: la operación debía ser rápida, para poder reaccionar antes que China lanzara una ofensiva por el norte mientras su ejército estaba ocupado en el este. El 5 de diciembre Radio Hanoi anunciaba que el FUNSK había establecido posiciones en una "zona segura" fronteriza dos días antes, Nom Pen atacó inmediatamente y dio la justificación a la invasión.
En la Navidad de 1978 de 100 000 a 200 000 vietnamitas cruzaron la frontera. Les acompañaban 20 000 hombres del FUNSK. El 3 de enero Radio Hanoi admitió la ofensiva públicamente. Dos días después Pol Pot anunciaba grandiosas –y falsas– victorias sobre los vietnamitas. El 7 escapaba de la capital. El día 9 de enero los vietnamitas entraban en Nom Pen. Nacía la República Popular de Kampuchea. El régimen nacido se fundamentó ideológicamente en su oposición al genocida KR refugiado en las fronteras con Tailandia.
Para ese entonces, con la dureza del régimen polpotista, la mayoría de los camboyanos anhelaban la victoria vietnamita. Fueron mayoría quienes vieron la llegada de las tropas extranjeras como una liberación: «un número incalculable de individuos fue salvado de la muerte por las divisiones blindadas vietnamitas».
El 11 de enero se reunió el Consejo de Seguridad de la ONU, donde la URSS defendió resueltamente las acciones de los vietnamitas. Para justificar su invasión ante la asamblea, Hanói dijo que el conflicto fronterizo de 1977-1978 le había costado la vida de 30 000 soldados, 25 pueblos, 96 aldeas y 250 000 refugiados. Con la posterior revelación de los crímenes del KR, Vietnam justificó su ocupación comparándola a la ocupación aliada de Alemania y Japón posterior a 1945. Todos los miembros rechazaron las supuestas razones humanitarias que aducía tener Vietnam. En Camboya, los locales se creyeron inicialmente dicha excusa, aunque al desengañarse poco les importó, estaban libres del Angkar. A raíz de la invasión, Vietnam sufrió fuertes sanciones internacionales, con excepción de la Unión Soviética y sus aliados del Bloque Oriental. China y Estados Unidos. –dirigido por el rencor por la derrota y enormes bajas del pasado conflicto de Vietnam– financiaron a los rivales de Hanói durante años. En noviembre de 1979 la Asamblea de la ONU reconocía el gobierno de Pol Pot como el legítimo de Camboya y excluía a Vietnam. Aún quedaban 100 000 soldados vietnamitas ocupando el país. Siguiendo a la caída de Pol Pot, medio millón de camboyanos se refugiaron en las tierras fronterizas de Tailandia, muchos con historias terribles de abusos y sobreviviendo en pésimas condiciones.
Los Jemeres Rojos, unos 35 000-40 000 guerrilleros, se refugiaron en las juntas del oeste del país, en la frontera con Tailandia, dedicándose a atacar las líneas de suministros vietnamitas en los campos y junglas, evitando batallas abiertas a larga escala. Para dar una nueva imagen internacional, oficialmente Khieu Samphan reemplazó a Pol Pot como cabeza del movimiento, aunque en la realidad este último seguía al mando. También buscaron aliarse con otros grupos rebeldes: el Frente de Liberación Nacional Jemer (Front de libération nationale du peuple khmer, KPNLF) de Son Sann (1911-2000), 14 000 rebeldes en 1986; y el príncipe Sihanouk había vuelto a la política y la guerra con su propia milicia de 10 000 hombres, el Ejército Nacional Sihanukista (Armee Nationale Sihanoukiste, ANS).

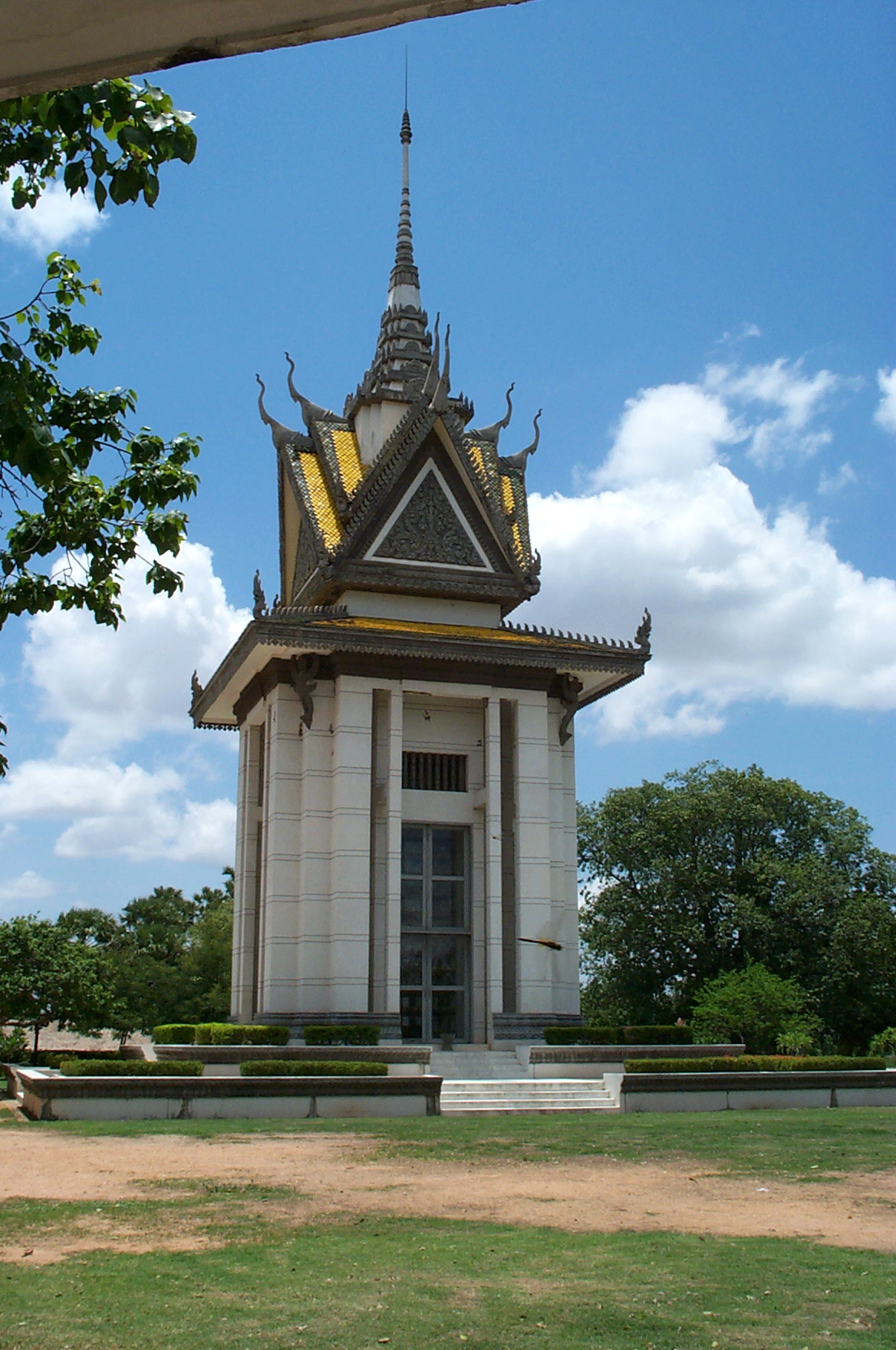
El templete en donde se conservan los restos de las víctimas en el parque Memorial Choeung Ek, construido en el campo de fosas comunes.

Durante estas fechas, 1979-1980, se desataron nuevos conflictos fronterizos. Primero, los vietnamitas lanzaron periódicos ataques en territorio tailandés contra los campamentos polpotistas. Estos se producirían nuevamente en 1985-1988, mientras el gobierno de Bangkok, bajo hegemonía militar, lanzaba periódicas ofensivas contra los Jemeres Rojos, separatistas musulmanes thai, tribus rebeldes meo y grandes traficantes de opio, todos instalados en la frontera. Segundo, el 19 de enero de 1979 85 000 soldados chinos cruzaban la frontera con Vietnam, iniciándose una breve guerra. A pesar de ser reforzados poco después por 200 000 hombres y que las mejores tropas vietnamitas estaban en Camboya —la frontera la resguardaban 60 000 tropas fronterizas y soldados regionales—, se hizo obvio que el ejército chino no tenía experiencia en combate desde la guerra de Corea. El 5 de marzo capturaron Lang Son y proclamaron haber «“castigado” lo suficiente a Hanoi», tras admitir 20 000 bajas.
Desde 1984 Vietnam daba muestras de agotamiento por el conflicto, dependiendo de la ayuda militar soviética para continuarlo. En 1987-1988 el antiguo príncipe se reunió con varios líderes del gobierno pro vietnamita, consiguiendo su apoyo –también el ruso– para retirar 140 000 a 150 000 tropas de ocupación del país. Operación acabada en septiembre de 1989. Habría  que esperar hasta los años noventa, para ver a los Jemeres Rojos lentamente desintegrarse en su exilio. No hay acuerdo sobre el número de muertos a causa de la invasión y ocupación vietnamita hasta su retirada. Las cifras más bajas sobre el conflicto provienen de William Eckhardt (n. 1955), quien hablaba de 14 000 civiles y 10 000 militares. Oficialmente los vietnamitas perdieron 25 300 hombres y alrededor de 200 000 camboyanos los acompañaron a la tumba, la mitad en la invasión y el resto durante la década de guerra de guerrillas, principalmente civiles. Tras la caída del KR más de 150 000 camboyanos fueron aceptados como refugiados por el gobierno estadounidense.

El conflicto empezó a terminar tras los Acuerdos de París, firmados el 23 de octubre de 1991, entre los tres grupos rebeldes y el gobierno jemer. Dentro del tratado se incluía el retorno gradual de 375 000 refugiados camboyanos desde Tailandia y la instalación de una misión de paz de la ONU al año siguiente. Un logro positivo fue que en septiembre de 1995 se dio por finalizados el conflicto fronterizo entre Camboya y Tailandia. Pero no todo fue pacífico. Primero, muchos Jemeres Rojos se negaron a deponer las armas y siguieron combatiendo contra los 16 000 cascos azules, pero en 1996 deberán abandonar sus bases de Pailin y Nom Malai sin combatir. Segundo, en el conflicto político iniciado tras el acuerdo, la inestabilidad provocó el surgimiento de caudillos que reclutaron a numerosos excombatientes, llegándose a enfrentamientos armados en la capital durante julio de 1997. El final del KR vino tras la muerte de Pol Pot, el 15 de abril de 1998, para ese entonces ya había sido arrestado y desplazado del mando de las últimas fuerzas polpotistas por Ta Mok (1926-2006). El periodista madrileño Vicente Romero (n. 1947) diría:
«Nadie rezó por él. Tampoco nadie en el mundo lloró su muerte. Pero nadie en Camboya conseguirá olvidarle».
Para ese entonces solo quedaban Jemeres Rojos en el noroeste del país. Durante el mes de diciembre de ese año acabaron por deponer las armas.

## Consecuencias

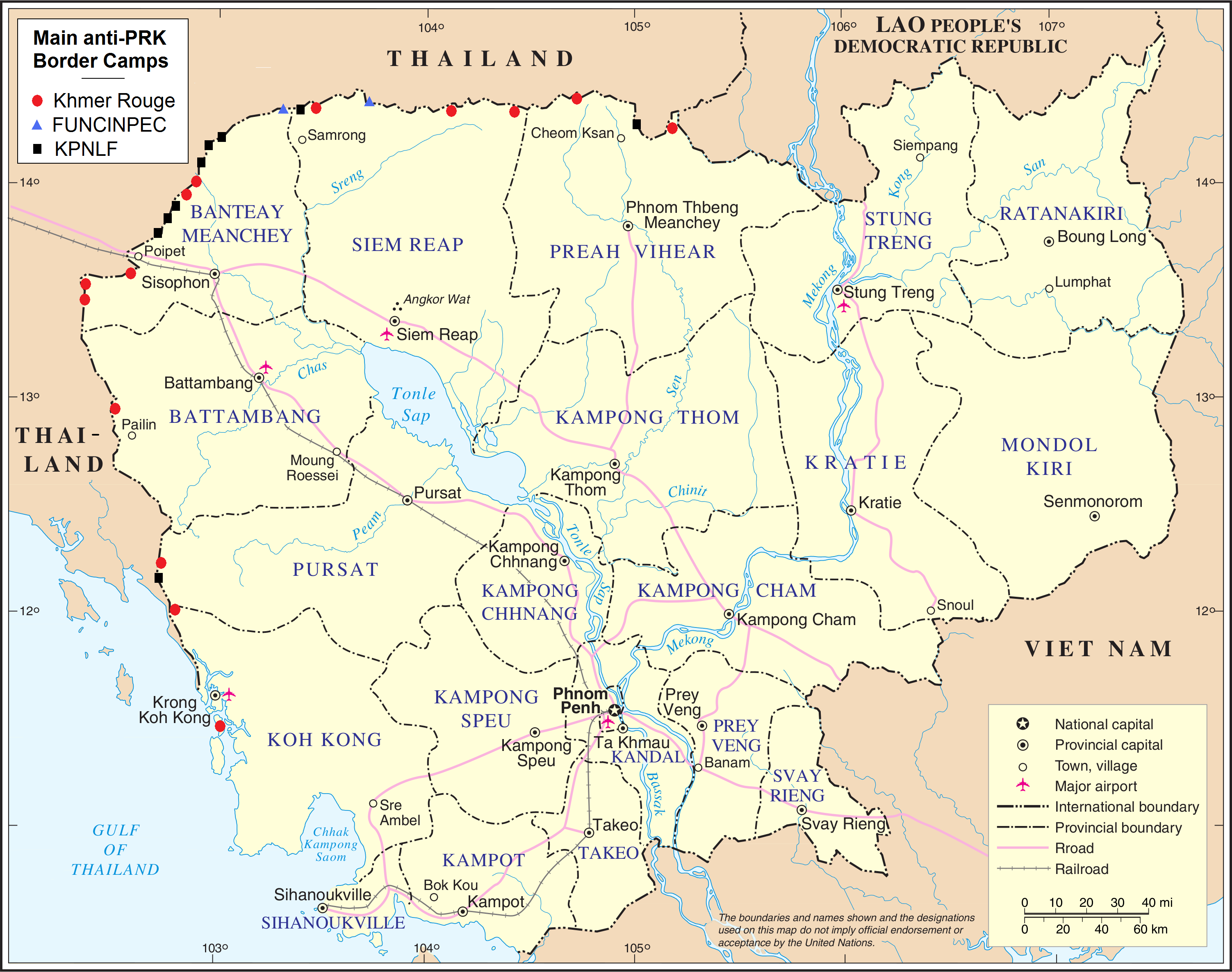
Mapa de las bases rebeldes en la frontera entre Camboya y Tailandia. Estas datan de 1979 a 1984, la mayoría fueron destruidas en las ofensivas del gobierno de Nom Pen a inicios de los noventa.

El legado de los Jemeres Rojos ha sido clasificado como un auténtico «reguero de sangre», con excepción de unos pocos diques, canales y esclusas bien hechos durante las movilizaciones masivas de trabajadores; siempre una minoría frente a los que no aguantaron las primeras lluvias e igualmente costaron incontables vidas. Los camboyanos fueron «víctimas de la liberación» del KR.
Camboya tenía entre siete y ocho millones de habitantes en 1970. Casi la mitad de ellos fueron clasificados como “nuevos” y deportados de las urbes, especialmente desde la capital. De hecho, Nom Pen tenía dos o quizás tres millones de residentes permanentes y campesinos refugiados. Casi la mitad de los habitantes de la capital murieron, aproximadamente un millón de vidas perdidas. Los “nuevos” sufrieron más la represión, carencia y rigor del régimen polpotista pero a finales del mismo, los “viejos” morían en igual proporción.
En total, murieron entre un millón y medio y tres millones de personas, lo que equivale a un quinto o un tercio de los camboyanos. Probablemente fueron dos millones, es decir, un cuarto de la población en apenas tres años y ocho meses. El sacerdote francés François Ponchaud (n. 1939) estima en seiscientos u ochocientos mil muertos por la guerra civil y ochocientos mil a un millón cuatrocientos mil en el genocidio. Estudios demográficos, basados en proyecciones de 1970, estiman que si la población hubiera seguido su crecimiento natural en 1980 el país hubiera alcanzado los diez millones de habitantes, pero en esa fecha eran apenas cinco millones setecientos mil debido a la alta mortalidad y la caída de la natalidad.
| Estimación de Kiernan sobre el genocidio camboyano |                  |           |            |
| Grupos sociales                                    | Población (1975) | Muertos   | Porcentaje |
| "Nuevos"                                           | 3 050 000        | 879 000   | 28,82      |
| Jemeres urbanos                                    | 2 000            | 500 000   | 25         |
| Jemeres rurales                                    | 600 000          | 150 000   | 25         |
| Chinos                                             | 430 000          | 215 000   | 50         |
| Vietnamitas urbanos                                | 10 000           | 10 000    | 100        |
| Laosianos rurales                                  | 10 000           | 4000      | 40         |
| "Viejos"                                           | 4 840 000        | 792 000   | 16,36      |
| Jemeres rurales                                    | 4 500 000        | 675 000   | 15         |
| Jemeres Krom                                       | 5000             | 2000      | 40         |
| Cham                                               | 250 000          | 90 000    | 36         |
| Vietnamitas rurales                                | 10 000           | 10 000    | 100        |
| Thai                                               | 20 000           | 8000      | 40         |
| Minorías de las mesetas                            | 60 000           | 9000      | 15,00      |
| Total                                              | 7 890 000        | 1 671 000 | 21,18      |

## Análisis
Pol Pot y sus seguidores habían gobernado Camboya durante menos de cuatro años, de abril de 1975 a enero de 1979 y su único legado fue matar entre un quinto y un tercio de sus compatriotas. Camboya fue un «Comunismo Tardío» radical, es decir, instauró primero un régimen comunista cuando ya se veía que ese modelo no cumplía lo que prometía. Paradójicamente, también fue el primer país en abandonarlo. Su sueño era «menos una utopía que una ucronía». Por otro lado, el sistema polpotista tenía mucho más que ver con el maoísmo que con la dictadura soviética. Por ejemplo, la ruralización forzada del país está inspirada en lo sucedido con los guardias rojos y su actitud contra los intelectuales en la Revolución Cultural. Sin embargo, comparte con el maoísmo y el estalinismo la megalomanía (y desprecio por la vida humana) del líder y sus proyectos (siempre costosos en vidas).

### Ideología
La ideología juega un papel fundamental en todo genocidio, y el camboyano no es la excepción. El deseo del KR era el regreso forzado de su país a un pasado mítico que supuestamente existía antes de que llegara la influencia corruptora del extranjero. Se volvería a una sociedad agraria y a medida que intentaron eso causaron el genocidio. Este intento de purificación de tipo racial, social y político condujo a la purga de líderes políticos y militares del antiguo régimen, grandes industriales, periodistas, estudiantes, médicos, abogados, vietnamitas y chinos étnicos.

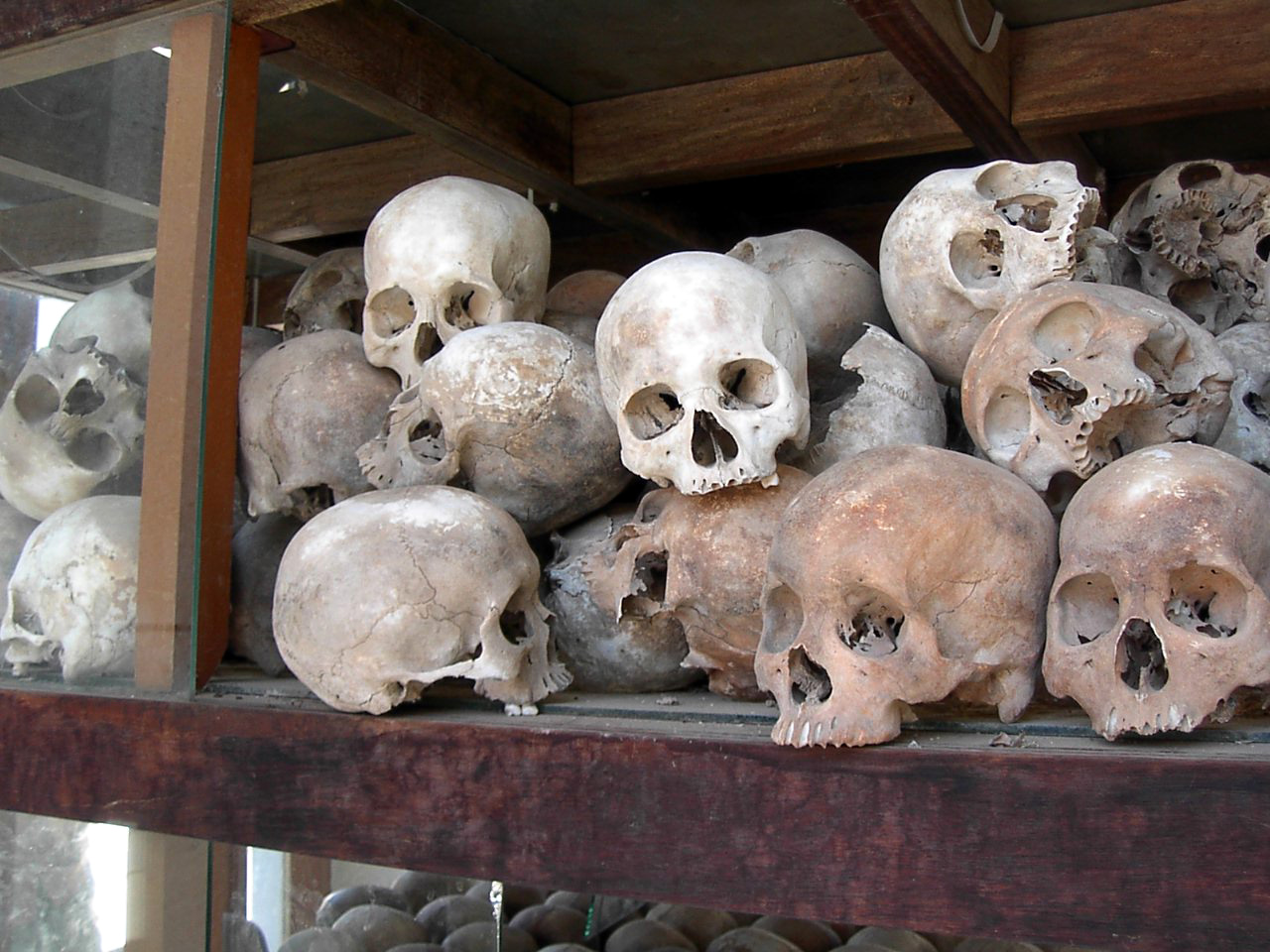
Calaveras de las víctimas.

Pero la nueva sociedad estaba influenciada en la teoría y en la práctica por el estalinismo y el maoísmo, ambos modelos con terribles consecuencias por las colectivizaciones forzadas de los campesinos, como fueron el Holodomor en la Unión Soviética y el Gran Salto Adelante en la República Popular China. Aunque por su radicalidad y velocidad, el experimento polpotista superaba despiadadamente a sus predecesores rusos y chinos. Otras corrientes de pensamiento importantes fueron los escritos de Karl Marx, Vladimir Lenin y el Partido Comunista Francés.
Ben Kiernan (n. 1953) comparó el genocidio camboyano con el armenio y el Holocausto, llegando a la conclusión que los tres comparten características únicas. El racismo está presente como parte fundamental de la ideología de los tres regímenes. Aunque los tres son en buena medida seculares, no dudan en perseguir minorías religiosas. Coinciden en tener ambiciones expansionistas sobre territorios que consideran suyos desde épocas antiquísimas (Turquestán, Lebensraum y Kampuchea Krom). También presentan una idealización del campesinado como base de su etnia nacional que justifica el orden del Estado.
Una serie de factores y circunstancias confluyeron para llevar a Camboya al abismo. Una élite tradicional muy incapaz, un pequeño grupo de intelectuales dispuestos a todo, su ubicación geográfica y la guerra en Indochina en escalada constante desde 1964.

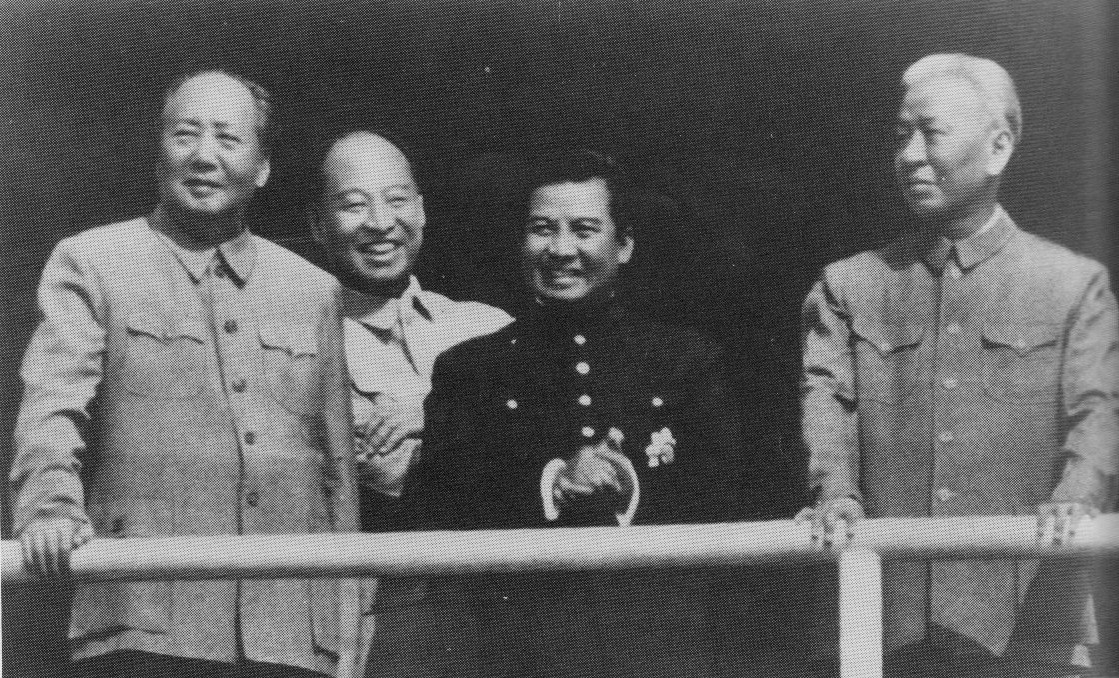
Mao Zedong, Peng Zhen, Norodom Sihanouk y Liu Shaoqi (1965).

La influencia maoísta sobre los polpotistas es innegable. En cierta manera, el régimen del KR camboyano es una imitación a mucha menor escala y bastante mediocre del comunismo chino. Mao pudo imponer con poca ayuda externa un gobierno totalitario en el país más poblado del mundo que ha seguido existiendo después de su muerte, en cambio, el KR imitó lo peor, lo más radical de su ingeniería social y también sus mayores fracasos en su mandato: la Revolución Cultural y el Gran Salto Adelante. En su viaje a Pekín, Pol Pot dio un discurso en homenaje a Mao, pero este no se retransmitió en Nom Pen. En sus discursos internos nunca citaba a los fundadores del marxismo-leninismo o a Mao. Oficialmente el socialismo camboyano no tenía modelo, algo sostenido desde que se desembarazaron del control vietnamita, es más, los jemeres eran el modelo. Los Jemeres Rojos tenían un discurso extremadamente nacionalista y xenofóbico, siempre describiendo negativamente al extranjero. Esa mezcla de victimismo y pretensiones desmedidas, con un virulento odio a Vietnam, había sido utilizado por Sihanuk y Lon Nol.
Otra importante raíz intelectual del KR fue lo aprendido en las universidades y entre la izquierda francesa antes de la guerra, algo compartido con los chinos. En su libro Intelectuales, Paul Johnson (n. 1928) relaciona lo sucedido en Camboya con el pensamiento de reconocidos intelectuales occidentales, esencialmente de izquierda. De los 8 líderes polpotistas originales, todos eran francófonos, educados en París con ideas sartrianas y fuertemente relacionados con el comunismo galo. Ellos fundaron la Angka Leu, «Organización Superior». Aun después de su caída, Pol Pot seguía considerando la rendición de Nom Pen como el «acontecimiento revolucionario» más importante, excepto por la comuna de París de 1871.
Según Rousseau, el contrato social obligaba al sujeto a «enajenarse, con todos sus derechos, a la comunidad total», es decir, el Estado pasaba a tener derecho a controlar a cada individuo completamente, figurándose el primer boceto del totalitarismo. Aunque es cierto que desde Platón los intelectuales se han sentido tentados a proponer poderes totalitarios que ven al individuo como solo una pieza más. Su visión utópica se basaba en que la felicidad solo se conseguiría suprimiendo los intereses personales, empezando por controlar sus pensamientos, dejándole a cada persona nada más que obligaciones sociales por cumplir. De ahí la importancia que daba al control de la educación, para evitar la formación de mentes que cuestionaran un modelo que solo podría llevar a la felicidad. En esencia, infantilizándolo para hacerlo completamente dependiente del Estado. Para Rousseau, persona fuertemente influenciada por su rencor a las clases más favorecidas y su miedo a las masas descontroladas, la única fuerza capaz de poner fin al conflicto entre intereses de la comunidad e individuales –equiparados como de los poderosos– era el Estado, personificación de la voluntad general, que debía crear una sociedad igualitaria.
Esto se traducirá en cuatro características fundamentales de todo totalitarismo: un desprecio por el hombre concreto, sacrificable, en aras de crear un mundo y hombre nuevos; una necesidad de acabar o subyugar toda entidad que le resista, vista como culpable de haber corrompido al hombre primigenio y bueno, el único método de regresarlo a dicho estado es poner fin a esas entidades; al ser las leyes del Estado voz de la voluntad general y esta no puede equivocarse, quienes controlan el Estado al contar con el respaldo de esa voluntad y al representarla no puede equivocarse, todo el que se opone al Estado está necesariamente errado; y por último, como moralmente obligan a obedecer ciegamente y es más, exigen eliminar con cualquier fuente de moralidad que no venga del Estado.
Durante su vida, Jean-Jacques Rousseau (1712-1778) escribió dos proyectos de constitución, uno para Córcega (1765) y otro para Polonia (1772). Sobre el primero, Johnson señala ciertas similitudes entre lo que quería Rousseau y lo realizado por Pol Pot. En el caso de la isla mediterránea, Rousseau escribió una serie de planteamientos: el Estado podía disponer de los hombres y sus bienes cuando quisiera pues prácticamente le pertenecían, dominaría todo aspecto de la vida económica y social, sería una sociedad similar a la antigua Esparta, contraria al lujo, y rural, la gente podría entrar en las ciudades solo con permiso. Las semejanzas con la Camboya soñada por intelectuales educados en París son evidentes.
Johnson menciona a Jean-Paul Sartre (1905-1980). Personaje que durante los años setenta, acompañado de Simone de Beauvoir (1908-1986), se reunió con varios dictadores del Tercer Mundo, término que él mismo popularizó. Influenció a Frantz Fanon (1925-1961), ideólogo que fundaría el racismo negro africano que promovió guerras civiles por todo el continente donde la mayoría de los muertos fueron africanos pobres, escribiendo el prefacio de su libro Les Damnés de la terre de 1961. En él Sartre legitimó el asesinato como método de liberación política, rechazando métodos de resistencia no violentos. Lo que a la larga daría una justificación intelectual a posteriores movimientos terroristas de izquierda en Europa. Según Johnson, el existencialismo sartriano exigía la liberación del individuo de múltiples ataduras, volviendo a la violencia necesaria. Esto porque solo así la voluntad del hombre, como única creadora de sí misma y la realidad, sería libre para hacer lo que quisiera. Eso explicaría para Johnson el extremo voluntarismo de los Jemeres Rojos mostrado durante sus proyectos de ingeniería social. «Bastaba con querer con mucha fuerza que el paraíso descendiese sobre la tierra para conseguirlo».

### Reacción internacional
Después de que los estadounidenses evacuaran su embajada, el 12 de abril de 1975, al menos 700 europeos seguían en Nom Pen, entre ellos un puñado de periodistas, como Jon Swain del Sunday Times y Sydney Schanberg del New York Times. Al caer la ciudad la mayoría se refugió en la embajada francesa, donde permanecieron tres semanas encerrados a la espera de su evacuación y siendo testigos de la evacuación total de la capital. Schanberg pudo hacer su primer reportaje el 8 de mayo. En una fecha tan temprana como el 3 de junio de 1976, el New York Times publicó un artículo donde estimaba en quinientos mil los camboyanos muertos desde la victoria de Pol Pot.
En su libro Cambodge année zéro de 1977, escrito después de ser liberado, François Ponchaud fue uno de los primeros autores que intentó llamar la atención mundial sobre el genocidio que se estaba perpetrando. Según el autor, se consideraba que la visión del líder estaba por encima de todo, forzando a la eliminación física por parte de los “puros” de todo hombre corrupto que no pudiera ser reformado. Otro libro importante y temprano fue Murder of a gentle land: the untold story of a Communist genocide in Cambodia de John Barron y Anthony Paul fue publicado ese mismo año. El libro se basó en el testimonio de refugiados fugados al extranjero y cuando se publicó su versión abreviada por Readers Digest alcanzó gran popularidad. Sin embargo, la verdadera escala del genocidio perpetrado solo se conoció cuando los invasores vietnamitas hicieron públicos los excesos de los Jemeres Rojos para justificar internacionalmente su ocupación. Mientras tanto, los Jemeres Rojos estaban interesados en negarlas. Por ejemplo, en un folleto del movimiento guerrillero de 1987, Khieu Samphan admite 3000 víctimas de “errores”, 11 000 ejecuciones de agentes vietnamitas, 30 000 asesinados por esos agentes y 1 500 000 a causa de la invasión vietnamita. Un verdadero «desvío de cadáveres».
En fechas tan tempranas como 1973 hubo voces que alertaron sobre cómo podía terminar Camboya si triunfaba el KR. El funcionario de la embajada estadounidense, Kenneth M. Quinn, escribió un informe sobre las atrocidades realizadas e indicó que los Jemeres Rojos eran muy similares a Estados totalitarios como el nazi o el soviético. Quinn ha escrito que el KR surgió como consecuencia del terror y la violencia que desde 1970 se extendió por todo el país, en que un pequeño grupo de intelectuales enfurecidos por lo que consideraban una sociedad totalmente corrupta e imbuidos de un plan maoísta para crear un orden socialista lo antes posible, reclutaron cuadros en extremo jóvenes, pobres y envidiosos. Formados bajo las enseñanzas del estalinismo, estos cuadros fueron usados para destruir físicamente los fundamentos culturales de los jemeres e imponer una nueva sociedad a base de purgas, ejecuciones y violencia.
La revelación supuso un respaldo para personas como Ponchaud o Simon Leys, que desde el comienzo del genocidio avisaron de los crímenes comunistas, desacreditando a numerosos intelectuales de la izquierda europea que habían dado testimonios falsos y tranquilizadores. Testimonios de sobrevivientes, como Pin Yathay, fueron muy conocidos en todo el mundo y sirvieron para desacreditar durante los ochenta al comunismo.
 

Mención aparte merece la actitud de Noam Chomsky, importante filósofo estadounidense, quien activamente quitó legitimidad intelectual a la política de su país durante la guerra del Sudeste Asiático. Pasando por varias etapas que Johnson resume en que primero negó el genocidio camboyano, después reconoció ciertas matanzas pequeñas pero exageradas por la propaganda occidental, más tarde asumió la mayor magnitud de la carnicería, pero culpando a los estadounidenses de embrutecer a los campesinos jemeres, para finalmente asumir que la mortandad la produjo el régimen polpotista, pero guiado por el tradicionalismo y el racismo anti-vietnamita, no por el marxismo. Básicamente, para Chomsky todo lo que hizo Pol Pot fue como reacción a lo que hizo Washington en Camboya. El nivel de mortandad y la manera en que se desenvolvió el régimen indican que el genocidio no fue violencia «reactiva» nacida de la locura y rabia de un pueblo sometido al «pecado original» de los bombardeos norteamericanos; Pin Yathai dice en sus memorias que una de sus razones para exigirse escapar con vida de su país era contar al mundo sobre:
«cómo se había programado friamente la muerte de varios millones de hombres, viejos, mujeres y niños».
Lo que es avalado por el propio KR en sus lemas más conocidos:
«Si se mantiene a este hombre, no sirve de nada. Si se va, no se pierde nada».
El mismo discurso en las cooperativas lo decía:
«Basta un millón de buenos revolucionarios para el país que nosotros construimos. No necesitamos a los demás. Preferimos matar a diez amigos antes que conservar a un enemigo con vida».
Ponchaud recuerda el conocido lema del KR: il suffit de 1 ou 2 millions de jeunes pour faire le Kampuchea nouveau, «son suficientes 1 o 2 millones de personas jóvenes para construir una nueva Kampuchea». No significa la eliminación de un millón de personas (cifra estimada inmediatamente tras la caída de Pol Pot por Washington), sino el exterminio planificado de cinco a siete millones de camboyanos por medio del hambre y el asesinato para “purificar” el país. Posteriormente Chomsky reconoce que de seis millones de camboyanos que había en 1975, para el régimen eran desechables todos menos uno y medio o dos millones de jóvenes sin memoria y útiles para su utopía.
El apoyo de Vietnam del Norte y China fue esencial para la victoria de los Jemeres Rojos en la guerra civil camboyana. Durante el genocidio, China fue el principal soporte del KR, suministrándole más de 15 000 asesores militares y diversa ayuda material (llamaban la atención por su frialdad al tratar con los hambrientos camboyanos, pero si no habían tenido misericordia con su propia gente durante la Gran Hambruna China menos la tendrían con ellos). Como resultado de la oposición china y occidental a la invasión vietnamita, el KR retuvo su puesto como gobierno legítimo de Camboya hasta 1982. China organizó campos de entrenamiento para el KR desde 1979 hasta 1986 -por lo menos- y estacionaron asesores militares para el KR hasta 1990. Después del Acuerdo de Paz de París en 1991, Tailandia continuó permitiendo a los guerrilleros del KR comerciar y moverse a través de su frontera con Camboya, a pesar de las críticas de EE. UU. y Australia, lo que impidió todo apoyo militar directo.
La ONG camboyana Centro de Documentación de Camboya (DC-Cam) hacia 1998 había numerado más de 20 000 fosas comunes. El Programa del Genocidio Camboyano de la Universidad de Yale, bajo dirección de Kiernan, estima en la cifra de muertos podría estar más cerca de los dos millones que de uno solamente tras el descubrimiento de las fosas.

### Crímenes de guerra
El 15 de julio de 1979, después del derrocamiento de los Jemeres Rojos, el nuevo gobierno aprobó el Decreto de Ley n.º 1, por el cual se permitía el juicio de Pol Pot y Ieng Sary por el delito de genocidio. Se les dio de defensor al abogado estadounidense Hope Stevens. Fueron juzgados en ausencia y condenados por genocidio.
En enero de 2001 la Asamblea Nacional de Camboya aprobó una legislación para formar un tribunal que juzgara a los líderes del KR. Hasta el momento las Cámaras Extraordinarias en las Cortes de Camboya (ECCC) han juzgado a:
- Kaing Guek Eav, conocido como camarada Duch, alías Hang Ping. Fue un líder intermedio del régimen que estableció la primera prisión jemer, de nombre código M-13, en el bosque de Kampong. Estableció otra prisión dos años después, la M-99. Se estima que 20 000 personas fueron torturadas y ejecutadas allí. Después de la victoria los Jemeres Rojos extendieron su sistema penitenciario por todo el país y en Nom Pen se fundó la infame prisión de Tuol Sleng. Duch y sus lugartenientes Mam Nai y Tang Sin Hean estuvieron encargados de torturar al interrogar a los prisioneros. Tuol Sleng murieron 16 000 personas y solo 7 sobrevivieron. Duch fue entrevistado en 1999 por Nic Dunlop y Nate Thayer en la que admitió su culpa, su arrepentimiento y declaró estar dispuesto a enfrentar un juicio. El juicio comenzó el 16 de febrero de 2009 y aceptó su responsabilidad el 31 de marzo. El 26 de julio de 2010 fue declarado culpable de los cargos de crímenes de lesa humanidad, tortura y asesinato y sentenciado a 35 años de prisión.[228]
- Nuon Chea, alías Hermano Número Dos, fue detenido el 19 de septiembre de 2007 y llevado ante las autoridades.[229] Al final del juicio en 2013 negó todos los cargos, afirmando que él no había dado órdenes de maltratar o matar, privar a la gente de alimentos o cometer genocidios. Al final expreso arrepentimiento moral por los crímenes de los que era responsable.[230]
- Ieng Thirith fue detenida el 12 de noviembre de 2007 junto a su esposo, Ieng Sary.[231] Fue acusada el 10 de septiembre de 2010 por crímenes contra la humanidad y genocidio. El 17 de noviembre de 2011, tras las evaluaciones de los expertos médicos, se halló que no son aptos para ser juzgado debido a una condición mental.[232]
- Khieu Samphan fue arrestado el 19 de noviembre de 2007 y acusado de crímenes contra la humanidad.[233] En 2014 Sampahn y Chea recibieron sentencias de cadena perpetua por crímenes de lesa humanidad.

El tribunal ha sido criticado por su lentitud, ya que solo tres personas habían sido juzgados y condenados a cadena perpetua para 2011.

### Negación

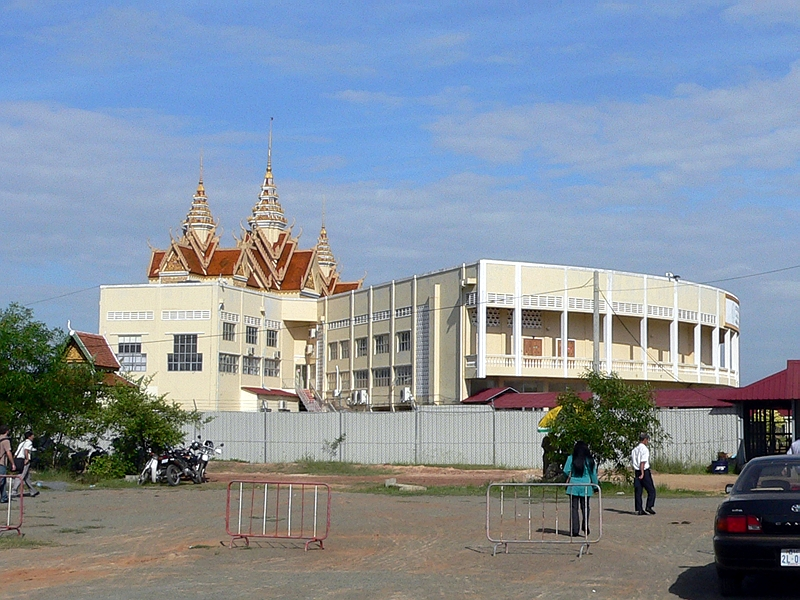
Edificio de las Salas Especiales en los Tribunales de Camboya, donde se hicieron los juicios contra los líderes del KR.

Unos meses antes de morir, Pol Pot fue entrevistado por Nate Thayer. Durante la entrevista, afirmó que tenía la conciencia tranquila y negó ser responsable del genocidio. Dijo que él quiso luchar por la gente y no matarla. Según Alex Álvarez, Pol Pot se veía a sí mismo como injustamente incomprendido y vilipendiado. Murió el 15 de abril de 1998.
En 2013, el primer ministro camboyano, Hun Sen, aprobó una legislación que hace ilegal la negación del genocidio camboyano y otros crímenes cometidos por los Jemeres Rojos. La legislación fue aprobada después de comentarios por un miembro de la oposición, Kem Sokha, quien es el presidente adjunto del Rescate Nacional de Camboya. Sokha había declarado que las instalaciones de Tuol Sleng fueron fabricadas por vietnamitas después de su invasión. El partido del opositor ha declarado que los dichos de Sokha fueron sacados de contexto.

## En los medios de comunicación
- Rithy Panh, considerado la voz cinematográfica de Camboya y sobreviviente de los campos de la muerte, dirigió el documental S-21: The Khmer Rouge Killing Machine/S-21, sobre el horror del régimen.[238]
- También existe la famosa y premiada película The Killing Fields, de 1984, dirigida por Roland Joffé. Está basada en la historia real de Sydney Schanberg y Dith Pran, dos periodistas que vivieron en primera persona el régimen del KR.